# Дмитрий Юрьевич Шемяка
Дми́трий Ю́рьевич Шемя́ка (начало XV века — 17 июля 1453) — великий князь Московский, а также князь Углицкий, князь Галицкий; сын великого князя Московского Юрия Дмитриевича и княгини Анастасии Юрьевны, дочери последнего великого князя Смоленского Юрия Святославича, один из главных участников Династической войны второй четверти XV века:32, 95:194, 195, 212. В летописях Дмитрий Юрьевич упоминается с 1433 года:106. Точная дата рождения неизвестна:106, в литературе встречаются указания на разные годы.
В 1433—1434 годах поддерживал отца в отстаивании прав на великокняжеский престол:307-337. В 1434 году вместе с братом Дмитрием Красным обеспечил занятие московского престола Василием II Васильевичем:71. По некоторым сведениям, между 1436 и 1445 годами являлся, наряду с Василием Васильевичем, одним из великих князей-соправителей на Руси:87:89, 90:522-524. С середины 40-х годов XV века боролся с Василием II, пытался организовать отпор татарам, приведённым Василием на Московскую Русь в 1445 году:127, 129, 195, некоторое время занимал великокняжеский престол в Москве:105, 106, 110. Новгородской республикой признавался великим князем вплоть до своей гибели в 1453 году:151. Отравлен в Великом Новгороде по приказу Василия II:110-111.

## Биография

### Ранние годы

#### Место и время рождения
Михаил Хмыров в «Алфавитно-справочном перечне государей русских и замечательнейших особ их крови» утверждает, что Дмитрий Юрьевич «родился в Звенигороде около 1403 года»:32, 33. Александр Зимин отмечает, что князь Дмитрий в 1425 году был «в возрасте 20-24 лет»:32. Валентин Янин полагает, что в 1453 году Дмитрию Юрьевичу «скорее всего» было около 45 лет:106. Андрей Экземплярский указывает в качестве года рождения 1420-й:141, 236. По мнению Александра Боброва, Д. Ю Шемяка появился на свет «скорее около 1413 г.»:518. Юрий Дмитриевич женился на Анастасии Юрьевне в 1400 году, а 11 июля 1422 года княгиня Анастасия скончалась:194, 204.

#### Происхождение имени
Именем «Дмитрий» князь Юрий назвал Шемяку, как и его младшего брата Дмитрия Красного, вероятно, в честь их деда, великого князя Дмитрия Донского:32, 33:195. По одной из версий, прозвище Шемяка, как отмечает А. А. Зимин, «скорее всего восходит к татаро-монгольскому чимэху, что означает украшать, а отсюда чимэк украшение, наряд»:223. Согласно другой версии, Шемяка — сокращение от Шеемяка, то есть способный намять шею, силач:50.

#### Крещение
Дмитрий Юрьевич был крещён, возможно, святым Григорием Пельшемским:157, происходившим из галичских бояр:104. Однако Константин Ковалёв-Случевский полагает версию о крещении всех или почти всех детей князя Юрия Григорием Пельшемским спорной, поскольку в начале XV века был жив духовный наставник Юрия Дмитриевича и покровитель его семьи — преподобный Савва Сторожевский:231, 254, 255.

### До вступления в Династическую войну
По замечанию А. А. Зимина, «старшие сыновья Юрия Дмитриевича, Василий Косой и Дмитрий Шемяка, возможно, уже к 1425 году стремились к самоутверждению»:33. Историк также отмечает, что «конфликт их с отцом, обострившийся позднее, вызревал уже к 1427/28 г.»:40, 41
Первым косвенным упоминанием князя Дмитрия в источниках можно считать отмеченный в Описи архива Посольского приказа 1626 г. несохранившийся договор 1427/1428 г. В нём Дмитрий Красный, младший брат и тёзка Шемяки, назван «Дмитрием Меньшим», что говорит о том, что ко времени заключения договора у Д. Ю. Шемяки уже был младший брат. Второе косвенное упоминание содержится в завещании митрополита Фотия (около 1 июля 1431 года), где говорится о «братьи» (множественное число) старшего сына Юрия Дмитриевича князя Ивана:517, 518.
Ко времени около 1432 г. относятся упоминания о несостоявшемся браке Дмитрия Юрьевича с одной из дочерей боярина Ивана Дмитриевича Всеволожа (Всеволожского):518.
Между летом 1432 и 25 апреля 1433 года:67 Юрий Дмитриевич составил духовную грамоту, по которой завещал «детем своим, Василью, Дмитрею, и Дмитрею Меньшему, вотчину свою, в Москве свои жребеи» «на трое»:458. Кроме того, князю Дмитрию была завещана Руза «с волостми, и с тамгою, и с мыты, и з бортью, и с селы, и со всеми пошлинами»:18, а также третья часть Дмитрова «и с Московскими волостьми», часть Дмитровских волостей, третья часть Вятки и ряд других владений и доходов. Юрий Дмитриевич благословил Дмитрия Шемяку «икона Спас окована» и завещал ему «пояс золот на черпьчати ремени»:458, 459.

### 1433—1434
8 февраля 1433 года в Москве состоялась свадьба Василия Васильевича с Марией Ярославной. На свадьбу прибыл князь Дмитрий вместе с братом Василием (Юрий Дмитриевич и Дмитрий Красный отсутствовали). Во время празднования Захарий Кошкин (по другой версии — Пётр Добрынский) «узнал» драгоценный пояс на Василии Юрьевиче: пояс якобы был украден у великого князя Дмитрия Донского во время его свадьбы с Евдокией Дмитриевной в 1366 году и в дальнейшем попал к Василию Косому. Присутствовавшая на торжестве Софья Витовтовна сорвала пояс с Василия Юрьевича:52, 53.
Как отмечает К. П. Ковалёв-Случевский, «не только „срывание пояса“, но даже простой намёк на то, что кто-то из Юрьевичей его украл или просто присвоил, означал сильнейшее оскорбление»:311. Дмитрий и Василий Юрьевичи, «роззлобившися», покинули свадьбу, направившись к отцу в Галич. По дороге они «розграбиша» казну ярославских князей, являвшихся сторонниками Василия Васильевича:53. Князья Дмитрий и Василий Юрьевичи, прибыв в город, увидели, что Юрий Дмитриевич «собрався со всеми людьми своими, хотя итти» на Василия Васильевича и выступили весной 1433 года в поход вместе с отцом:56.
25 апреля 1433 года в сражении у берегов реки Клязьмы в 20 верстах от Москвы объединённая дружина Юрия Дмитриевича, Дмитрия Шемяки и Василия Косого наголову разбила войска Василия II:56, 57:314, 315, после чего Юрий Дмитриевич вступил в Москву и взошёл на великокняжеский престол:57. По указанию великого князя Юрия Дмитрий Шемяка и Василий Косой выступили вдогонку за Василием Васильевичем, который бежал в Тверь, а затем в Кострому:57, где Юрьевичи настигли его:58. Прибывший затем Юрий Дмитриевич «взя его»:58 и, в дальнейшем, «смирился» с ним, дав Василию в удел Коломну:57. Это решение Юрия Дмитриевича привело к тому, что «мнози бояре и слуги, разъяришася о сем, и не любо им бысть сие всем»:58. Кроме того, согласно Ермолинской летописи, составленной не ранее 1481 года, «москвичи же вси, князи, и бояре, и воеводы, и дети боярьскые, и дворяне, от мала и до велика, вси поехали на Коломну к великому князю, не повыкли бо служити уделным князем». Мир с Василием Васильевичем и передача ему Коломны состоялись благодаря заступничеству фаворита Юрия Дмитриевича — боярина Семёна Фёдоровича Морозова:58:320. По всей видимости, между ним и братьями Василием и Дмитрием Юрьевичами произошла ссора, в результате которой Морозов был убит Юрьевичами «в набережных сенех» Кремлёвского дворца:58, после чего князья Василий и Дмитрий, «въструбивше», покинули Москву, опасаясь расплаты со стороны отца, и отъехали в Кострому:59:323.
В сложившихся условиях Юрий Дмитриевич принял решение покинуть Москву и передать великое княжение Василию Васильевичу. Между дядей и племянником не позднее 28 сентября 1433 года было заключено докончание, согласно которому Юрий Дмитриевич обязывался: «А детеи ми своих болших, князя Василья да князя Дмитрея, не приимати, и до своего жывота, ни моему сыну меншому, князю Дмитрею, не приимати их. А тобе их также не приимати»:60:440, такое же обязательство давал Василий Васильевич:444.
Сразу же после заключения докончания с Юрием Дмитриевичем Василий II направил войско под командованием князя Юрия Патрикеевича против Василия и Дмитрия Юрьевичей, находившихся в Костроме. К Юрьевичам также прибыли галичане и вятчане. 28 сентября 1433 года в битве на реке Куси войска Василия Косого и Дмитрия Шемяки разбили воинство Василия II и взяли в плен Юрия Патрикеевича. После победы Юрьевичи отправили Юрию Дмитриевичу приглашение вернуться на великое княжение. Однако Юрий, соблюдая условия докончания с Василием Васильевичем, категорически отказался:62, 63:327. Как указывает А. А. Зимин, «вероятно, именно поэтому Юрьевичи не закрепили свой успех. Дальнейшая кампания против Василия II теряла для них всякий смысл, и они вернулись на Кострому. Как только „Волга стала“ (замёрзла), они пошли к „Турдеевым“ оврагам»:63.
Зимой 1433/1434 года Василий II выступил в карательный поход против находившегося в Галиче Юрия Дмитриевича, которого, как отмечает А. А. Зимин, «очевидно, считал закулисным организатором поражения московских войск». Перед походом по приказу Василия Васильевича был ослеплён И. Д. Всеволож, ранее переходивший на сторону Юрия Дмитриевича, а затем вновь перебежавший к Василию:50, 58, 63. Юрий Дмитриевич направился на Белоозеро, а Косой и Шемяка заняли оборону в Галиче. Василий II сжёг и разграбил посад и окрестности Галича, захватил многочисленный «полон», но взять крепость не смог и вернулся в Москву:63:329. В Галич прибыл Юрий Дмитриевич, и в начале весны 1434 года:331 объединённые силы Юрия Дмитриевича, его детей и вятчан выступили в поход на Москву:63, 64. А. А. Зимин указывает, что князем Юрием и его сыновьями в ходе военных действий 1433/34 года были взяты Белоозеро с волостями, являвшиеся вотчиной союзного Василию II князя Михаила Андреевича, «захвачено было несколько „Можаискых волостей и отъездных мест“, а также полон»:64.
20 марта 1434 года в битве на реке Могзе «у монастыря Николы на горе» войска Юрия Дмитриевича наголову разгромили дружины Василия II:64:331. 31 марта 1434 года Юрий Дмитриевич с сыновьями без боя вступил в Москву и второй раз занял великокняжеский престол:65:332.
Не позднее 9 мая 1434 года:233:9, 18, 146 Шемяка, возможно, присутствовал в московском Симоновом монастыре на пострижении в монашество своего дяди князя Константина Дмитриевича (инока Кассиана):14:91, 116.
Укрепившись на великом княжении и проведя ряд реформ, Юрий отправил Дмитрия Шемяку и Дмитрия Красного на Нижний Новгород, где находился бежавший после сражения на Могзе Василий Васильевич, собираясь выехать в Орду:66, 67:332—334, 336. Не успев добраться до Владимира, братья получили известие, что великий князь Юрий Дмитриевич 5 июня 1434 года скончался, а великокняжеский престол занял находившийся в Москве Василий Косой:67, 234.

### 1434—1436
Василий Юрьевич также послал братьям известие о провозглашении себя великим князем:70, 234. Дмитрий Шемяка и Дмитрий Красный, как указывает А. А. Зимин, «решительно воспротивились самовольному решению Василия Косого»:70, их ответ Василию Юрьевичу гласил: «Аще не восхоте Бог, да княжит отец наш, а тебя и сами не хотим»:70. Источники не содержат информации о причинах такого решения Дмитрия Шемяки и его младшего брата:70. А. А. Зимин высказывает мнение, что «приняв своевольное решение, Василий Косой преступил закон „гнезда Калиты“. Уже одно это могло вызвать негодование у его братьев. Но он выступил также и против того самого родового принципа наследования престола, за который боролись князь Юрий и его сыновья»:70. Кроме того, А. А. Зимин отмечает, что своим «волевым характером и самостоятельностью действий Василий Косой внушал младшим Юрьевичам серьёзные опасения»:71.
Младшие Юрьевичи приняли решение поддержать Василия II. Василий Васильевич «прииде к ним» и, «смирившеся», Дмитрий Шемяка, Дмитрий Красный и Василий Васильевич двинулись к Москве. Оказавшись в трудной ситуации в связи с отсутствием сил для сопротивления братьям и Василию Васильевичу, Василий Юрьевич в начале июля 1434 года покинул Москву, после чего Василий II вновь вступил на великое княжение:71.
Около 5 июня 1434 — 6 января 1435 года было заключено докончание между Василием II и младшими Юрьевичами, согласно которому подтверждались право братьев на владение землями, завещанными им Юрием Дмитриевичем, и собственные пожалования Юрьевичам Василия II. Дмитрий Юрьевич дополнительно получил Ржеву и Углич. В совместном владении Юрьевичей должна была находиться Вятка:71, 72, 235.
Вероятно, в первые годы угличского княжения Дмитрия Шемяки был возведён каменный Спасо-Преображенский собор:129, 138.
По всей видимости, в период угличского княжения Дмитрия Юрьевича был также основан Рождественский Прилуцкий монастырь. Между 1434 — 10 февраля 1446 года (вероятнее всего, около 1445) Шемяка выдал Троицкому монастырю грамоту на владения в Угличе. В этой грамоте содержится первое документированное свидетельство о Прилуцкой обители:235.
Зимой 1436 года князь Дмитрий приехал в Москву звать Василия II в Углич на свою свадьбу с княжной Софьей Дмитриевной, дочерью Заозерского князя Дмитрия Васильевича:74. Венчание, по всей видимости, должно было состояться в недавно построенном Спасо-Преображенском храме:138. Василий II «поимал» Дмитрия Юрьевича и отправил с приставом на Коломну. Этот шаг Василия привёл к тому, что двор князя Дмитрия (около 500 человек во главе с воеводой Акинфом Волынским:520, 521), в условиях продолжавшейся войны между Василием Васильевичем и Василием Юрьевичем, присоединился к Василию Косому, двигавшемуся с Устюга к Вологде:74, 75. Позднее Василий Васильевич распорядился освободить Дмитрия Шемяку «из железа», предписав «быти ему простому на Коломне»; как отмечает А. А. Зимин, «трудно сказать, как подействовал этот жест на позицию двора Шемяки»:76. По возвращении в Москву после победы над Василием Косым в битве на Черёхе, в результате которой Косой был схвачен и ослеплён, Василий II послал за Дмитрием Шемякой в Коломну «и пожаловал его»:76, 77.

### 1436—1445: возможное двоевластие и военные действия
13 июня 1436 года Дмитрий Юрьевич заключил докончание с Василием Васильевичем, по которому признавал себя «молодшим братом» великого князя Василия, подтверждал переход удела Василия Косого (Дмитров и Звенигород) Василию II и сохранял за собой и своим братом Дмитрием Красным Ржеву, Углич и часть костромских волостей:77:115. В этом докончании Дмитрий Юрьевич также упоминает завещание своего тестя, что может говорить о состоявшейся свадьбе князя Дмитрия и Софьи Дмитриевны:236.
В 1437 году Василий II отправил против решившего обосноваться в районе города Белёва Улу-Мухаммеда «дву князеи Дмитриеев Юрьевичев и прочих князей множество, с ними же многочислении полки»:192. По дороге к Белёву они, по утверждению великокняжеской летописи, грабили население:81, 82, однако версия об учинённых Юрьевичами грабежах является сомнительной:88, 89:67. Под Белёвом воеводы Василий Собакин и Андрей Голтяев отклонили предложение мира на выгодных условиях со стороны Улу-Мухаммеда, кроме того, возможно, мценский воевода Григорий Протасьев пытался склонить русских воевод к миру, а затем предался на сторону Улу-Мухаммеда и «сотвори крамолу» (в 1439 году Василий II ослепил Протасьева за измену). Утром 5 декабря татары, воспользовавшись мглой, ударили по русским полкам и разбили их:82, 83.
После поражения под Белёвом Василий II совместно с Дмитрием Шемякой и Дмитрием Красным заключил докончание с Борисом Александровичем Тверским, предусматривавшее, в частности, взаимную помощь на случай, если «пойдет царь ратию или рать татарьская», а также гласившее, что если «имут нас сваживати татарове, а имут вам давати… великое княжение, Тверь и Кашин», то Василий II и его союзники на это не должны соглашаться:88.
24 июня 1440 года на докончаниях Василия II с Дмитрием Шемякой была сделана приписка о «сместном» суде. Таким образом Василий сократил судебные привилегии князя Дмитрия:89, 103.
22 сентября 1440 года при странных обстоятельствах:263—268 скончался князь Дмитрий Красный (возможно, был отравлен). Бояре Дмитрия Красного «послаша по брата его по старейшаго, по князя Дмитрея Шемяку, на Углич»:194. Дмитрий Шемяка приехал «в 8 день по преставлении» младшего брата и «тогда отпевше надгробная над ним и положиша его в гроб, и <…> повезоша его на Москву», где Дмитрий Красный был погребён «возле отца его князя Юрья»:194, 195. Дмитрий Юрьевич Шемяка дал в Троицкий монастырь «по душе» брата село Присеки Бежецкого Верха. 5 декабря, будучи на Угличе, Дмитрий Юрьевич выдал жалованную грамоту на это село и, возможно, между 22 сентября 1440 и октябрём 1441 года судил земельное дело, касающееся этого села:89, 240.
Осенью 1441 года великий князь «роскынул мир» («взъверже нелюбие») с князем Дмитрием и пошёл войной на Углич:94, 243. Происходивший из среды угличских землевладельцев:243 дьяк Кулудар Владимирович Ирежский предупредил Дмитрия Юрьевича об опасности. Князь успел отступить в Бежецкий Верх (который после смерти младшего брата считал своей вотчиной, несмотря на его захват Василием II), где «много волостем пакости учини»:94.
Уже в 1442 году Дмитрий Юрьевич находился с князем Иваном Можайским в «одиначестве… на Угличи», но Василию II удалось переманить Ивана Андреевича на свою сторону, уступив ему Суздаль, отобранный у князя Александра Васильевича Чарторыйского за поддержку Дмитрия Шемяки:95.
Дмитрий Юрьевич совместно с Александром Чарторыйским выступил (видимо, из Углича по Волге на Дмитров) против Василия II, они «пришли мало не к Москве», и под Троицким монастырём их примирил с Василием «игумен Зиновеи Троецкои и любовь межи их сотвори»:95:198. Московские летописные своды 1470-х годов ничего не сообщали о войне с Дмитрием Шемякой 1441—1442 годов, которую начал Василий II по своей инициативе:243.
До 31 августа 1442 года было составлено докончание Дмитрия Юрьевича с великим князем Василием, по которому князь Дмитрий признавал переход владений Василия Косого (Дмитрова, Звенигорода и Вятки) к Василию II, сохранял за собой Галич, Рузу, Вышгород, Углич, Ржеву и некоторую часть костромских волостей:115. Докончание предписывало Дмитрию Юрьевичу впредь ходить в походы совместно с великим князем или присылать своих воевод по его распоряжению, запрещало князю Дмитрию самостоятельные сношения с Ордой, предписывало Дмитрию Юрьевичу вернуть Василию II «проторы» и деньги в «ордынский выход», которые князь Дмитрий «недодал» в период мирных отношений с Василием II. Докончание содержало также клаузулу о совместном суде и упоминало о посылке Василием II «киличеев» к противникам Улу-Мухаммеда Кичи-Мухаммеду и Сеид-Ахмеду:95.
Существование двух (1436 и 1442 годов) докончаний Василия II с Шемякой, как и явные умолчания великокняжеского летописца о борьбе между ними вплоть до 1446 года, дали основания Якову Лурье предполагать, что после смерти Юрия Дмитриевича и победы над Косым в 1436 году Василий Васильевич «вовсе не ощущал себя бесспорным главой государства и великим князем»:89, 90. К этому же периоду Я. С. Лурье относит двуименные монеты с именами «князя великого Дмитрия» и «князя великого Василия». Такие монеты, в частности, могли быть чеканены около 1437 года: к этому году относятся летописные упоминания об участии в Белёвской битве «великих князей русских». Вес таких двуименных монет — промежуточный между весом великокняжеских монет чеканки 1434 года и чеканки 1446—1447 годов и более поздних. Надписи на монетах, их вес и летописные известия могут говорить о существовании на Руси двоевластия между 1436 и 1445 годами: столицей великого князя Василия Васильевича была Москва, а столицей великого князя Дмитрия Юрьевича — Углич:90:522.
В годы своего галичского княжения Дмитрий Юрьевич, по одной из гипотез, построил крепость в городе Чухломе. Крепость располагалась на высоком холме у реки Сандебы и просуществовала до 1727 года:16, 18. При Шемяке продолжалось строительство галичской крепости, ранее осуществлявшееся в периоды княжений Юрия Дмитриевича и Дмитрия Красного:105, 113.
Во время конфликта 1441—1442 годов Дмитрий Юрьевич отправил в Новгород послов с просьбой принять его к себе на княжение («что бы есте мене прияле на своей воле»), на что новгородцы ответили ему: «Хошь, княже, и ты к нам поеди; а не въсхошь, ино как тобе любо» (согласно Никоновской летописи «аще хощеши, княже, к нам ехати, и ты поеди, а мы тобе ради»):94:198. Как указывает В. Л. Янин, после этого сообщения Никоновской летописи князь «Дмитрий исчезает из поля зрения летописцев вплоть до 1445 г.»:198 А. А. Зимин отмечает, что «скорее всего князь Дмитрий в Новгород так и не приехал»:95.
По мнению В. Л. Янина, 2 апреля 1444 года Дмитрий Юрьевич прибыл в Новгород, в том же году сделав вклад в Юрьев монастырь — возду́х (плащаницу) с изображением Христа во гробе, оплакиваемого четырьмя ангелами, шитый шелками, серебряной и золотой нитью:193, 197-199, 202, 203. В шитой надписи на Шемякиной плащанице Дмитрий Юрьевич именутся «великим князем». Согласно В. Л. Янину, Шемяка получил в 1444 г. в Новгороде временное убежище, а надпись была вышита позднее (в 1446—1456 гг.). Согласно А. Г. Боброву, Дмитрий Юрьевич не нуждался в 1444 г. в убежище, и, вероятно, посетил Великий Новогрод в качестве одного из двух великих князей-соправителей Руси:522, 523.
В том же году во владениях Дмитрия Юрьевича в Суходоле, рядом с Боровском, игуменом Боровского Высокого монастыря Пафнутием был основан новый монастырь:155, 259.
Зимой 1444/1445 года Дмитрий Юрьевич, в числе других князей «гнезда Калиты», выступил с великим князем Василием в поход против Улу-Мухаммеда, занявшего ранее «старый» Нижний Новгород (очевидно, Нижегородский Кремль:244, 245) и Муром. Улу-Мухаммед ушёл в Нижний Новгород, «переднии полци» (воеводы), отправленные Василием II, побили татар под Муромом, и «в Гороховце, и во инех местех», после чего Василий 26 марта вернулся через Суздаль и Владимир в Москву:101, 102.
Весной 1445 года в Москве стало известно, что Улу-Мухаммед отпустил в поход на Русь своих сыновей Мамутяка и Якуба. Проведя Петров пост в Москве, Василий II направился в Юрьев, заключив по пути в него докончание с Иваном и Михаилом Андреевичами:400:361, по которому князья подтверждали, что считают себя «молодшими» братьями Василия II, а тот, со своей стороны, признал незыблемость наследственных владений Андреевичей и подтвердил пожалование князя Ивана Козельском и Лисином. В докончание были внесены гарантии перехода престола к детям Василия: «А по грехом, господине, отоимет Бог тебя от нас, великого князя, и нам, господине, под твоими детми, великого княженья не хотети, и нашим детям»:103, 104, 245:№41. С. 121—122. Данная клаузула противоречила родовому принципу наследования и завещанию Дмитрия Донского, при этом в докончаниях Василия II с Юрием Дмитриевичем и его сыновьями термин «дети» отсутствовал:251, 252.
К походу «с малыми людьми» присоединились Иван и Михаил Андреевичи и Василий Ярославич. Не принимали участия в походе Дмитрий Юрьевич, ряд других князей и служилые татары:89:65. 7 июля 1445 года у Спасо-Евфимьева монастыря рядом с Суздалем войска Василия II были наголову разбиты татарами, Василий Васильевич, в числе других, был взят в плен:104.

### Первое великое княжение в Москве
Как отмечает А. А. Зимин, после получения известия о пленении Василия II власть в Москве (до тех пор, пока Василий находился в плену), согласно традиционным представлениям о порядке наследования великокняжеского престола, перешла к Дмитрию Юрьевичу Шемяке, как старшему в роде Калиты на Руси:105. Владислав Назаров отмечает, что летом-осенью 1445 года Дмитрий Юрьевич был реальным правителем на великом княжении и явным претендентом на получение и формального статуса великого князя:49. Согласно А. Г. Боброву, Шемяка остался единственным великим князем «всея Руси» на время пленения Василия:523. Дмитрий Юрьевич вернул с реки Дубны в Москву Софью Витовтовну, бежавшую из столицы, очевидно, в Тверь:Стб. 492. Через неделю после Суздальской битвы в Москве вспыхнул пожар, сгорело до 2000 человек и все деревянные здания, «в осаду» скопилось множество людей:105. По всей вероятности, Дмитрий решил организовать оборону Москвы: он привлёк к работам по ремонту крепостных стен сельское население, организовал срочные заготовки камня, леса, железных деталей:106:78.
Согласно В. Д. Назарову, в июне-июле 1445 года Улу-Мухаммед реставрировал Нижегородско-Суздальское княжество во главе с потомками Дмитрия Константиновича князьями-соправителями Василием и Фёдором Юрьевичами:81. В сентябре 1445 года князья Василий и Фёдор составили проект докончания с Дмитрием Шемякой и отправили этот документ в Москву. Дмитрий Юрьевич приложил к проекту докончания свою великокняжескую печать с изображением воина в латах и шишаке и надписью по кругу Печать великого князя Дмитрія Юрьевича; как отмечает В. Д. Назаров, приложение Дмитрием Юрьевичем своей печати к документу «как бы удостоверяло принципиальное согласие Шемяки с предложенными условиями»:401:121, 570, 571:35, 39, 59, 79, 80. В проекте докончания использовалась терминология докончаний великого князя Юрия Дмитриевича: Дмитрий Шемяка обязывался держать князя Василия своим «сыном», а князя Фёдора — «братаничем», при этом сын Дмитрия Юрьевича Иван рассматривался «братом ровным» князю Василию и «старейшим братом» князю Фёдору. Докончание, сохраняя за суздальскими князьями суверенные права в делах, касавшихся непосредственно их княжества, не содержало признания за ними полной независимости:127. Согласно докончанию, признавались недействительными все сделки по продаже земли московским боярам и монастырям:210, 211. Кроме того, суздальские князья должны были получить в своё распоряжение и Вятку:126. В. Д. Назаров указывает, что их вассальные обязанности, в основном, сводились к военной службе:59.
Улу-Мухаммед, у которого в плену в Курмыше находился Василий Васильевич, отправил к Дмитрию Юрьевичу своего посла Бегича для выяснения позиции нового великого князя по отношению к Орде. Дмитрий Юрьевич «рад быв и многу честь подасть» Бегичу, «желаше бо великого княжениа», и отправил к Улу-Мухаммеду вместе с Бегичем своего дьяка Фёдора Дубенского «со всем лихом» на Василия II, чтобы тому «не выити на великое княжение»:106.
Посольство Бегича и дьяка Фёдора плыло по Оке:107. Не получая долгое время известий от Бегича, Улу-Мухаммед решил, что он убит Дмитрием Шемякой, и 1 октября отпустил Василия II с эскортом татар на Русь. При этом Василий дал скреплённое крестным целованием обещание заплатить выкуп:106, 107.
Согласно московской версии, отправленный Василием II в Москву посланец у села Ивана Киселёва (между Нижним Новгородом и Муромом) встретил Плишку Образцова с конями Бегича и дьяка Фёдора и сообщил им, что Василий II отпущен на Русь, после чего Фёдор и Бегич вернулись в Муром. Там посол Улу-Мухаммеда был схвачен князем Василием Оболенским. Согласно Ермолинской летописи, Василий Васильевич, получив сообщение, «яко идетъ Бигичь ко царю о всей управе Шемяке на великое княженье, а ночевати ему, перевезся Оку», повелел «изымати» посла, муромские наместники к «Бигичю выслаша мёду много, он же напився и усну», после чего посланцы Василия II «поимаше его и отведоша его во град, а после утопиша его»:107. Узнав о случившемся, Дмитрий Юрьевич «побеже к Углечю»:199.
Версия о несостоявшихся, но предполагавшихся переговорах Дмитрия с Улу-Мухаммедом большинством историков, включая А. А. Зимина, рассматривается как достоверная. Однако Я. С. Лурье подвергает её сомнению: эта версия впервые появилась только в великокняжеском летописании 2-й половины XV века и, по мнению историка, должна была противостоять широко распространившимся известиям о сговоре Василия Васильевича с ханом:90—92.
Василий был торжественно встречен Софьей Витовтовной, Марией Ярославной с сыновьями Иваном и Юрием, а также своим двором в Переславле и прибыл в Москву 26 октября 1445 года:108.

### Второе великое княжение в Москве
Размер «окупа» за Василия II по новгородским сведениям составил 200 000 рублей, «а иное Бог весть да они»; по псковским сведениям, Василий только «посулил» 25 000 рублей и привёл с собой 500 татар; по тверским сведениям, «приихал из Орды на Москву князь великий Василей Василиевич, а с ним Татарове, дани имати великиа, с собе окуп давати Татаром»:Стб. 492; согласно московским летописцам 1470-х годов Василий II был отпущен с обещанием дать «окуп» «сколько может»:106, 107.
Зимой 1445/1446 гг. оформился княжеский триумвират («сдумавше 3 князя, князь Дмитрии Юрьевичь, князь Иван Андреевичь Можаискии, князь великии Тферьскии Борис Александровичь»:443), направленный против Василия II. Согласно Ермолинской летописи, Дмитрий Юрьевич «почя крамолу воздвизати и всеми людми мясти; глаголюще, яко князь велики всю землю свою царю процеловал и нас, свою братью», собираясь при этом «поимати великого князя, а царю не дати денег, на чем князь велики целовал». По версии великокняжеских летописей второй половины XV века, отсутствующей в современном событию летописании, Дмитрий Шемяка якобы сообщил Ивану Можайскому, что Василий Васильевич «царю целовал, что царю сидети на Москве, и на всех градех Руских, и на наших отчинах, а сам хочет сести на Тфери»:66:92. Согласно Я. С. Лурье, великокняжеский летописец нарочито гиперболизировал слова Дмитрия Юрьевича:91. По предположению А. А. Зимина Шемяка, распространяя эту версию, мог представить её, в частности, как нарушение Василием заключённого после битвы под Белёвом докончания с великим князем тверским. Согласно «Слову похвальному инока Фомы» (панегирик Борису Александровичу, сочинённый около 1453 г.), Дмитрий Юрьевич отправил Борису сходное известие: Василий «целовал тотаром, но что же твою отчину, великое княжение Тферьское, да и наши отчины хощет предати тотаром». Это сообщение автором «Слова» приурочено, с одной стороны, к зиме 1445/1446 гг., а с другой — к более поздним событиям, что, по А. А. Зимину, указывает на искажение фактов автором панегирика. Летописи 2-й половины XV — 1-й половины XVI в. или не сообщают о роли Бориса Александровича, или замечают, что он «убоявся» и примкнул к Шемяке и можайскому князю якобы будучи обманут. Тверские источники («Слово похвальное» и Тверская летопись) также умалчивают об участии тверского великого князя в свержении Василия II:108—110, 246, 247:77, 78.
Дмитрия Юрьевича поддержали многие из московских гостей, старцев Троицкого монастыря, бояр, в том числе — из влиятельного рода Добрынских:108, 109. На сторону Дмитрия Шемяки перешёл боярин Иван Фёдорович Старков, бывший приставом у Дмитрия Юрьевича во время его заточения в Коломне в 1436 году:75, 109, 247, 283.
В начале февраля 1446 года Дмитрий Юрьевич и Иван Андреевич находились в Рузе, где к ним, очевидно, присоединилась рать, посланная Борисом Александровичем Тверским:110, 247. Получив известие, что Василий II со своими детьми и ближайшим окружением находится в Троицком монастыре, в ночь с 12 на 13 февраля войска Дмитрия Шемяки и его союзников, подойдя «изгоном» к столице, без боя заняли Москву, Дмитрий Юрьевич второй раз взошёл на великокняжеский престол:110, 111:343:87:182.
Вступив в столицу, победители «изнимаша» Софью Витовтовну и Марию Ярославну, а также, согласно московскому летописцу, «…казны великого князя и матери его розграбиша, и иных многих, и горожан»:110. Отпущенный Дмитрием Юрьевичем князь Иван Андреевич «изгоном со многими людьми своими и сь его» захватил в Троицком монастыре Василия II, в ночь с 13 на 14 февраля Василия привезли в столицу и «посадиша его на Шемякине дворе». Деревянный двор Дмитрия Юрьевича находился на «Зарубе» — над укреплённым срубами участком южного склона Боровицкого холма:119—120. Сам Шемяка «стоял на Поповкине дворе»:110, 111:202, принадлежавшем дьяку Ивану Поповке. По предположению В. Д. Назарова, Поповка находился при Василии Васильевиче во время ареста в Троице-Сергиевом монастыре, после чего двор дьяка Ивана был конфискован. Затем Василий Васильевич был ослеплён (по этой причине позднее получив прозвище «Тёмный»):111. Большинство древнерусских источников возлагают ответственность за ослепление Василия на Дмитрия Шемяку. Возможно, оно было осуществлено князем Иваном Можайским без участия Дмитрия Юрьевича:343 или по коллективному решению Дмитрия Юрьевича, Ивана Андреевича и Бориса Александровича:523, 524. По другим сведениям Василий был ослеплён уже в монастыре:247, 248, ему были предъявлены обвинения в том, что он привёл на Русь татар, раздаёт им города и волости в кормление и возложил на народ тяжёлые повинности; кроме того, Василия Васильевича упрекали за ослепление Василия Юрьевича Косого:111. Во время «поимания» Василия из Троицкого монастыря вместе с верными Василию II представителями московской знати бежали в Муром княжичи Иван и Юрий (захватившие Василия «о сих небрегоша, ниже пытаху»:202):111.
После ослепления Василия II сослали вместе с супругой на Углич, а Софью Витовтовну — на Чухлому:111:202. Население было приведено к присяге великому князю Дмитрию:112, 248. Отказавшийся присягать Фёдор Васильевич Басёнок был закован «в железа», но бежал из заточения вместе со сторожем:112.
После вступления на великое княжение Дмитрий Юрьевич отправил своих «поклоньщиков» в Новгород, новгородцы, со своей стороны, прислали к Шемяке своих послов, и великий князь «целова крест на всих старинах» Великому Новгороду:112.
Согласно В. Д. Назарову, весной 1446 года Дмитрий Юрьевич ликвидировал Нижегородско-Суздальское княжество, вернув его земли в состав домениальных великокняжеских и возвратив московским государям верховный суверенитет над ними:82. 14 марта 1446 года великий князь Дмитрий выдал жалованную грамоту нижегородскому Благовещенскому монастырю:114. Дмитрий Юрьевич, в силу расстройства финансовой системы в стране, вынужден был понижать вес монеты. На монетах великого князя Дмитрия помещались изображение всадника с копьём и буквами «Д.о.», то есть «Дмитрий-осподарь», надпись «Осподарь всея земли Русской», изображение князя на троне:113. Возможно, Дмитрий Юрьевич стал первым в истории Московского княжества великим князем, употребившим в качестве официального титула на своих монетах сочетание «осподарь земли руской»:575.
По преданию:9, Дмитрий Юрьевич подарил жителям Галича резную скульптуру святой великомученицы Параскевы Пятницы. Согласно одной из гипотез, выдвинутых Еленой Тихомировой, скульптура могла быть создана в 1446 году. Союз с можайским князем обусловил знакомство Шемяки с образом Николы Можайского. Под влиянием можайской скульптуры, великий князь Дмитрий мог, выполняя обет, создать резной образ почитаемой галичанами св. Параскевы Пятницы:223, 225, 226.
Победа Дмитрия Юрьевича над Василием II, как отмечает А. А. Зимин, «вызвала явное неудовольствие у ордынских покровителей Василия Васильевича в Казани». В апреле 1446 года казанцы («царев двор») совершили набег на Устюг:113, 114.
28 апреля 1446 года Дмитрий Юрьевич заключил с Иваном Можайским докончание, по которому, видимо, князю Ивану передавался Бежецкий Верх. Текст этого докончания не сохранился:113.
Призвав к себе рязанского епископа Иону, Дмитрий Юрьевич поручил ему, а также, согласно тверскому источнику, и коломенскому епископу Варлааму I:77, съездить в Муром и вывезти оттуда детей Василия Тёмного, пообещав обеспечить возведение Ионы на митрополичий престол:114, 249. Как указывает А. А. Зимин, «Иона должен был сообщить великокняжеским боярам в Муроме о готовности князя Дмитрия отпустить Василия Васильевича и даже выделить ему удел»:114. В Муроме Иона взял княжичей Ивана и Юрия, дав, как указывает А. А. Зимин, «крестное целование в том, что они будут неприкосновенны», и доставил их 6 мая 1446 года к Дмитрию Шемяке, находившемуся в Переславле:114, 115, 249. На третий день после приезда княжичей Шемяка отправил их к Тёмному в Углич, что традиционно рассматривается историками, как нарушение Дмитрием Юрьевичем взятых на себя обязательств:115:97:323:80. В Углич Ивана и Юрия также сопровождал Иона: доставив княжичей в Углич, он «возратися ко князю Дмитрею»:203. Согласно Львовской летописи, после того, как Иона «взя» княжичей, «князь Дмитрей всхоте топити их в реце в Волзе, в мехи ошивши, но не дасть ему владыка Иона, глаголя: „аз их взял на крестном целовании: аще ли крест преступишь, то большую язву примеши от Бога“», Дмитрий «послушав его, не сотвори им ничтоже, но послах на Углеч Поле ко отцу их»:249:97:260. А. А. Зимин отмечает, что, «вероятно, это одна из версий; сторонники Ионы пытались таким образом как-то обелить его неприглядное поведение»:249. После возвращения рязанского епископа из Углича Дмитрий Юрьевич «повеле ему итти к Москве и сести на дворе митрополиче», и Иона «сотвори тако»:115:203. Занятие Ионой «митрополича двора» по указанию Дмитрия Юрьевича является первым летописным упоминанием о получении Ионой митрополичьего достоинства:97, 100, 107, 108.
Возможно, именно в Переславле великий князь Дмитрий подписал подтверждение выданной в 1443 году Василием Васильевичем грамоты на местные земельные владения Троицкого монастыря:114, 249. 10 мая (очевидно, 1446 года) Дмитрий Юрьевич выдал Троицкому монастырю грамоту на владения в Дмитрове:114. Видимо, также в 1446 году великий князь Дмитрий подтвердил грамоту на владения Троицкого монастыря у Соли Переславской, а также выдал грамоту Чудову монастырю на владения в Переславле:114. В 1446—1447 гг. Дмитрий Юрьевич по душам своих ближайших родственников и по своей пожаловал Московскому Архангельскому собору село Климятинское с деревнями в Суходоле. Вклад Шемяки является самым ранним известным пожалованием Архангельскому собору в Боровском уезде:44, 435.
В мае 1446 года после «поимания» княжичей Ивана и Юрия служилые люди были повторно приведены великим князем Дмитрием к присяге:248. В мае-июне составился заговор, имевший целью освободить Василия Тёмного: участвовавшие в заговоре сторонники Василия Васильевича должны были собраться под Угличем «на Петров день»:115, 249, 250. В заговоре, в числе других, участвовали князья Иван, Семён и Дмитрий Ряполовские, Иван Васильевич Стрига Оболенский, представители влиятельного московского боярского рода Морозовых Семён Филимонов с детьми и внуком, «и иные многие дети боярьские двора великого князя»:115.
Узнав о выступлении князей Ряполовских, великий князь Дмитрий послал против них «многие полки» во главе с воеводами Василием Вепревым и Фёдором Михайловичем Шонуром Козельским. Воеводы не успели соединиться, князья Ряполовские разбили войска одного Василия Вепрева у устья реки Мологи, подошедший позднее Фёдор Михайлович отступил, не приняв боя, а Ряполовские направились через новгородскую территорию в Литву. Явившийся в назначенный срок под Углич Семён Филимонов, не зная о происшедшем, «со всеми своими» пошёл к Москве. Князья Ряполовские, придя в Мстиславль, вместе с другими сторонниками Василия II стали побуждать бежавшего ранее в Литву:112 князя Василия Ярославича выступить на Русь и освободить Василия Тёмного из заточения:115, 116.
В сложившихся условиях, Дмитрий Юрьевич принял решение созвать церковное совещание, в котором участвовали «епископы и архимандриты со всее земьлии и честныя игумены и прозвитеры», а также, как указывает А. А. Зимин, «великокняжеские бояре»:116. Согласно промосковской версии, Дмитрий стал «прощениа просити и каятися», на что присутствовавший на соборе Макарий Желтоводский заявил ему, что «аще тя простить князь велики, то и мы тебя простим»:116, 250. Как отмечает А. А. Зимин, по «московским летописям, Дмитрий Шемяка сам „много думав“ об отпуске великого князя. Ни о какой готовности простить Шемяку со стороны церковного собора (даже в случае „прощения“ его Василием II) эти летописи не говорят»:250.
Мнение, что отправка княжичей Ивана и Юрия в Углич стала «нарушением» великим князем Дмитрием взятых на себя обязательств, является спорным, как и то, что Шемяка согласился выполнить обязательства лишь под давлением своеобразного «общественного мнения». Согласно другой точке зрения, Дмитрий Юрьевич, напротив, выполнил все свои обязательства достаточно быстро, а наделение князя Василия Васильевича уделом изначально входило в планы Дмитрия Юрьевича. От обещания до его выполнения Шемякой прошло не более пяти месяцев (май — сентябрь 1446 года), что, по меркам Средневековья, было небольшим сроком. При этом великому князю московскому Дмитрию необходимо было решить вопрос о механизмах примирения, гарантиях соблюдения договора и определить «отчину» Тёмному и его сыновьям:90.
Дмитрий Юрьевич «привед вси епископы на Углечь», где состоялась церемония примирения между ним и Василием Тёмным:116, 250. Василий, рыдая, «смиряясь и во всем вину сам на ся возлогая», в том числе, заявил: «И не сие мне пострадати было грех моих ради и безаконий многих, и преступлений во крестном целовании и пред вами, старейшею братию и пред всем православным християнством, егоже изгубих и ещё изгубити хотел есм до конца. Достоин есм был главныя казни, но ты, государь мой, показал еси на мне милосердие своё, не погубил еси мене со безаконии моими, но да покаюся зол моих»:116. Великий князь Дмитрий принял покаяние Василия Тёмного, «укрепив» Василия «крестным целованием и проклятыми грамотами» (а также, согласно Ермолинской летописи, «и всех владык поруками»:153):116. Был устроен пир, на котором присутствовали «вси епископы земли Русския, и бояре многи, и дети боярские», Дмитрий «дары многи подавал» Василию, Марии Ярославне и княжичам:205. 15 сентября 1446 года Дмитрий Юрьевич выпустил Василия Васильевича с женой и детьми «из поимания»:153 и пожаловал ему в удел Вологду:116.
Находясь в Угличе, Шемяка выдал Кузьме Гавриловичу Катенину жалованную грамоту с подтверждением его владений. Одно из них, село Клусеево, принадлежало роду Катениных исключительно долгий в русской истории срок — вплоть до национализации имения в 1918 году:104-106.
В Вологду к Василию Тёмному начали стекаться его сторонники:250. Среди других прибыл посланный Борисом Тверским кашинский наместник князь Фёдор Шуйский — бывший правитель Нижегородско-Суздальского княжества, после его ликвидации Шемякой поступивший на службу тверскому великому князю. Шуйский передал князю Василию приглашение Бориса Александровича выехать в Тверь:116, 117. Вскоре Тёмный покинул Вологду, отправив к своим сторонникам в Литву гонца с сообщением, что «уже князь великы пошелъ с Вологды к Белуозеру, оттоля и ко Твери». Направляясь в Тверь (по Шексне на Волгу), вологодский князь прибыл в Кириллов монастырь:117. Здесь игумен монастыря Трифон «освободил» Василия Тёмного от крестного целования великому князю Дмитрию, заявив: «тот грех на мне и на моей братьи главах, что еси целовал князю Дмитрею и крепость давал» («буди тот грех на нас, еже еси целовал неволею»:153):117, 250:103. «Освобождение» игуменом одного из монастырей от данной перед церковным Собором присяги на кресте привело к тому, что, как указывает А. Г. Бобров, «крестное целование как социальный институт было разрушено»:525. Московские летописи умалчивают о «проклятых грамотах» и крестном целовании Василия Тёмного, об их нарушении Василием и, соответственно, о действиях игумена Трифона:250. Существует также мнение о сомнительности самого факта «снятия» с Василия II греха клятвопреступления:90.
Из монастыря Василий направился в Тверь, где между ним и Борисом Александровичем была достигнута договорённость о совместной борьбе с Дмитрием Юрьевичем:117, 118. В Тверь продолжали прибывать сторонники Василия Тёмного из числа московских служилых людей из великокняжеского двора, «князей и бояр». Из Литвы выступили на Русь силы князя Василия Ярославича, Ивана Васильевича Стриги Оболенского, князей Ряполовских, Фёдора Васильевича Басёнка, соединившись в Ельне с отрядами татарских царевичей Якуба и Касыма:118.
Выдвинувшись к Твери с целью не допустить объединения Василия Ярославича с Василием Тёмным, войска Дмитрия Юрьевича и Ивана Андреевича остановились в Волоколамске, где провели весь Рождественский пост (15 ноября — 25 декабря 1446 года):119. Существует также летописное сообщение, что Дмитрий Юрьевич и князь Иван «выехаша за Волгу в Галич, и на Кострому, и на Вологду, и стоаху противу себе о реце о Волге»:119, 251. Новгородцы, находившиеся в договорных отношениях с великим князем Дмитрием:115, не приняли участия в его противоборстве с Василием Васильевичем:119.
На Волоколамск к Дмитрию Юрьевичу прибыл посол Бориса Тверского с требованием в недельный срок уйти в свою отчину, в противном случае Борис Александрович грозил выступить против него совместно с Василием II. Началось бегство служилых людей в Тверь, в результате в войсках Дмитрия Шемяки и Ивана Можайского остались только галичане и можаичи:119.
В ночь на Рождество 25 декабря 1446 года («в самую завтреню»:206) посланный Борисом Александровичем и Василием II «изгоном»:206 «в мале 90 или во 100 человек» отряд, совершив глубокий рейд в тыл противника, подошёл к Никольским воротам Москвы:206:328. Воспользовавшись отсутствием в Москве крупных вооружённых сил и тем, что Никольские ворота были открыты в связи с проездом через них княгини Ульяны (вдовы князя Василия Владимировича), отряд вошёл в столицу. Наместнику великого князя Дмитрия удалось бежать «от Пречистые от завтрени»:206, горожане были приведены к присяге Василию Васильевичу:119.
Одновременно с посылкой отряда для захвата Москвы, Борис Александрович и Василий Тёмный двинулись из Твери к Волоколамску. Получив известие о падении Москвы, о выступлении противника из Твери и о том, что «царевичи идуть да князь Василеи Ярославич со многою же силою»:206, Дмитрий Юрьевич и Иван Можайский под угрозой полного окружения «побегоша к Галичю»:119, 120:207.
Войска Бориса Александровича и Василия II разделились у городка Редена: Борис отпустил с Василием своих воевод со «множеством» воинов, а сам «восхоте пойти ко граду Ржеве». Ржевичи отказались сдаваться, зажгли посады и перешли к обороне. Войска Бориса Тверского осадили город. Возможно, отступая от Волоколамска, Дмитрий Юрьевич направил часть своих войск во главе с воеводой Колычевым против племянника Бориса зубцовского князя Ивана Юрьевича:251. Эти войска, одной из задач которых, возможно, являлась помощь ржевичам, были разбиты соединённым войском Ивана Юрьевича и Бориса Александровича:120.
Из-под Волоколамска Дмитрий Юрьевич по рекам Ламе, Шоше, Волге, Костроме и Вёксе (через Углич, Ярославль и Кострому) направился в Галич, затем в Чухлому, из Чухломы, взяв с собой Софью Витовтовну, Дмитрий Шемяка прибыл в Каргополь, принадлежавший галицким князьям:120, 251.
Василий II с московской и тверской «силой» двинулся по пути Дмитрия Юрьевича к Угличу:120. Под Углич с пушками из Твери был послан прославленный пушкарь Микула Кречетников, а также прибыл Василий Ярославич с боярами Василия II и «со всеми людми, что было в Литве». Осада Углича продолжалась неделю. После сильного артиллерийского обстрела город капитулировал и был взят; при этом войска Василия Тёмного, вероятно, повредили Спасо-Преображенский собор:121, 122:138.
Князь Иван Андреевич покинул Дмитрия Юрьевича и заключил не позднее 31 августа 1447 года докончание с Василием Тёмным (текст докончания не сохранился):120, 121, 252. Кроме того, в начале 1447 года Василий II заключил докончание с Василием Ярославичем. По этому докончанию серпуховский князь целовал крест в верности великому князю и его детям Ивану, Юрию и Андрею, обязываясь «имети братьею старейшею» не только самого Василия II, но и его сыновей, что означало уничтожение родового принципа наследования великокняжеского престола:121.
После падения Углича Василий Тёмный двинулся в Ярославль, откуда отправил к Дмитрию Юрьевичу своего боярина с настоятельной просьбой отпустить Софью Витовтовну; здесь же состоялась встреча Василия с царевичами Касымом и Якубом. 17 февраля 1447 года Василий Тёмный вступил в Москву и вновь занял великокняжеский престол:122:261.

### 1447—1450
Дмитрий Юрьевич отпустил Софью Витовтовну из Каргополя. При этом отправленные сопровождать её боярин и дети боярские перешли на службу к Василию II:122.
Весной 1447 года осаждённая тверскими войсками Ржева, подвергнутая ожесточённому пушечному обстрелу, после трёхнедельного сопротивления капитулировала:122.
Дмитрий Юрьевич, согласно адресованному ему в конце декабря 1447 года посланию ряда церковных иерархов, не сложил крестного целования к Великому Новгороду, отправлял туда своего посла, «зоучи себе князем великим», с просьбой: «татарове изневолили нашу отчину Москву, и вы ми дайте на них помочь». Однако, как отмечает А. А. Зимин, «в 1447 и 1448 гг. Новгороду было не до Шемяки»:127, 128.
Согласно декабрьскому посланию, Дмитрий Юрьевич «на лихо» Василия II посылал своих посланцев к вятчанам, пытаясь поднять их на борьбу с Василием Тёмным, однако вятчане не откликнулись на призыв:126. Видимо, Дмитрию Юрьевичу удалось временно вновь привлечь на свою сторону Ивана Можайского:124. Согласно посланию, Дмитрий вёл переговоры с Иваном Можайским, «одиначяся с ним» на Василия II, посол князя Ивана безуспешно ездил к Василию II с предложением: «…толко пожалуеш ты, князь великий, князя Дмитрия Юрьевича, ино то еси и мене, князя Ивана, пожаловал; а толко не пожалуеши князя Дмитрия, ино то еси и мене, князя Ивана, не пожаловал». Около 12 июня 1447 года Дмитрий Юрьевич и Иван Андреевич заключили перемирие с союзниками Василия II князьями Михаилом Андреевичем и Василием Ярославичем. Перемирие предусматривало прекращение военных действий Дмитрия Юрьевича и Ивана Андреевича с Василием II, на время перемирия Дмитрий и Иван обязывались на Василия II, Михаила Андреевича, Василия Ярославича, «на царевичев, и на князей на ордыньских, и на их татар не ити, и не изгонити их» и не чинить «никоторые пакости» вотчине великого князя. Дмитрий Юрьевич и Иван Андреевич обязывались «любовь и докончанье взяти по старине» с Борисом Александровичем Тверским. Со своей стороны, князья Василий и Михаил обещали ходатайствовать перед Василием Васильевичем о заключении мирного докончания с Дмитрием Юрьевичем и Иваном Андреевичем, при этом Дмитрий Юрьевич соглашался «отступиться» от Углича, Ржевы и «Бежитцкие волости». В перемирной грамоте также от имени Шемяки и можайского князя указывалось, что они не поедут к Василию II до тех пор, «доколе будет у нас в земле отец нашь митрополит»:125:108.
Дмитрий Юрьевич (вероятно, летом 1447 года) заключил докончание с Василием Тёмным. Оно, судя по изложению некоторых его положений в декабрьском послании иерархов, напоминало докончание, заключённое с Василием II князем Иваном Можайским в сентябре 1447 года: Иван Андреевич, как ранее Дмитрий Юрьевич, признавал Василия II «старейшим братом», обязывался «не канчивати ни с кем, ни сылатися» без ведома Василия Васильевича, «Орды не знати», а Василий II, со своей стороны, гарантировал Ивану и Дмитрию владение их уделами и обязывался жить «по душевной грамоте» Дмитрия Донского. Текст докончания не сохранился, его датировка основана на замечании в послании иерархов: «…опосле вашего докончанья, ино ушед месяць. Ино уже после того срока более шти месяць книжных»:125, 126, 252.
Василий II, со своей стороны, заключил докончания с князем Михаилом Андреевичем (19 июня 1447 года), совместно с князьями Михаилом Андреевичем, Иваном Андреевичем и Василием Ярославичем — с великим князем рязанским Иваном Фёдоровичем (20 июля 1447 года), в сентябре 1447 года — снова с Иваном Андреевичем Можайским. По докончанию с Иваном Фёдоровичем, великий князь рязанский, в частности, обязывался ходить ратью на «недруга» Василия Тёмного:123, 124.
29 декабря 1447 года пять епископов Русской Церкви (включая Иону, по-видимому, в том же году перешедшего на сторону Василия Тёмного:108), несколько архимандритов и игуменов, как отмечает А. А. Зимин, «явно по прямому указанию Василия II и его окружения» составили послание Дмитрию Юрьевичу с обвинениями в его адрес:130:111:387. Авторы послания упрекали Дмитрия Юрьевича в нарушении последнего докончания с Василием II, в том, что он не вернул захваченных ярлыков, дефтерей и докончальных грамот, не отдал «все лутшее» из захваченного у Василия II, в частности — ничего не вернул из казны его тёщи Марии Голтяевой. Дмитрий Юрьевич на Василия II «добываяся, а христианьство православное до конца губя», ссылается «с иноверци, с поганьством и с иными со многими землями», желая Василия II «конечно погубити и его детки, и все православное христианьство раздрушити», «…всюды во християнство, так и в бесерменство, к Новугороду к Великому», «ко князю Ивану Андреевичи», «к вятчаном» посылает, пытаясь «подбить» на выступление против Василия II, ссылался с казанским царевичем Мамутяком и пытался настраивать его «на все лихо» против Василия II. Авторы послания обвиняли Дмитрия Юрьевича в том, что он решительно отказывался платить дань Сеид-Ахмеду и называть его «царём». Дмитрию ставилось в вину, что он лишил собственности («пограбил» и «поотъимал») тех из своих бояр, которые «били челом» служить Василию Тёмному. Кроме того, Дмитрий Юрьевич посылал на Москву грамоты к своему тиуну, велев ему «отзывати от своего брата старейшего… людей, а… звати людей к собе»:129, 130.
Приводя слова Дмитрия Юрьевича с просьбой о помощи против «изневоливших» страну татар, иерархи заявляли: «…татарове во християньстве живут, а то ся чинит все твоего же деля с твоим братом старейшим с великим князем неуправленья, и те слезы християнские вси на тобе же»:127. При этом авторы послания от имени Василия II обещали: как только Дмитрий Юрьевич «управится… во всем чисто по крестному целованию», великий князь Василий немедленно «татар из земли вон отошлет»:130.
Иерархи призывали Дмитрия Юрьевича «покаяться» и подчиниться воле Василия II, который готов «жаловати» Дмитрия Юрьевича «по старине», если Дмитрий «о всем… управливатися срок, по Крещеньи две недели». В противном случае авторы послания угрожали Дмитрию Юрьевичу церковным отлучением: «…ино то не мы тобе учиним, но сам на себе наложиш тягость церковную духовную»:130, 131.
Кроме того, в послании впервые содержался упрёк Шемяке в том, что он не явился и не прислал своих воинов к Суздальской битве, несмотря на неоднократные призывы Василия II. Летописи середины XV в. не акцентируют внимание на неучастии Дмитрия в Суздальском сражении — специального упоминания об этом в них не содержится. Сообщения о том, что Дмитрий Юрьевич не пришёл к Суздальской битве, впервые появляются только в великокняжеском летописании 2-й половины XV — 1-й половины XVI в. Упоминания о якобы многократных просьбах Василия к Шемяке отсутствуют в современном событию летописании, великокняжеском летописании конца XV в. и летописях XVI в. Как отмечает Я. С. Лурье, Василию II требовались контробвинения в адрес Дмитрия Юрьевича, чему и послужил, наравне с версией о намеченных переговорах с Улу-Мухаммедом, упрёк в уклонении от участия в Суздальской битве. При этом обвинение в переговорах с ханом в послании духовенства отсутствовало, появившись лишь позднее в великокняжеских летописях:90—92:65, 66:92.
Из послания 29 декабря 1447 года следует, что Дмитрий Шемяка был «книжным» человеком. Авторы послания, обращаясь к Дмитрию Юрьевичу, пишут, что «как ти дал Бог разум, потонку разумеешь Божественное писание»:297.
Зимой 1447/1448 года Василий II выслал войска на Галич «и пришед со многою силою ста на Костроме»:207, начались переговоры между сторонами:131. Согласно московским летописцам 70-х годов XV века:107, Дмитрий Юрьевич «начат мира просити и крест на том целовати и грамоты проклятые на себя дал, что по та места не хотети ему никоего лиха великому князю и его детем, и всему великому княжению, и отчине его», был заключён мир и Василий II вернулся в Москву:131.
Летом 1448 года Василий II заключил новое докончание с Иваном Можайским, а между 15 декабря 1448 года и 22 июня 1449 года — докончание с суздальским князем Иваном Васильевичем, по которому суздальский князь, в частности, обязывался «не приставати» к Дмитрию Юрьевичу или другому «недругу» Василия II. В этом докончании княжич Иван назван «великим князем». Возможно, Василий II объявил Ивана великим князем одновременно с избранием Ионы митрополитом, состоявшемся с разрешения Василия Васильевича 15 декабря 1448 года: после перехода на сторону Тёмного Иона некоторое время не признавался митрополитом, в послании 29 декабря 1447 года он по-прежнему именовался епископом Рязанским, и его имя среди подписавших послание стояло на третьем месте:132, 133:108.
13 апреля 1449 года (на «Велик день») Дмитрий Юрьевич, возможно, вместе с Иваном Андреевичем:254, подошёл «со многою силою» к Костроме, но «не успеша ничтоже»:208, поскольку в городе находилась «застава» Василия II — его двор, который возглавляли князь Иван Стрига Оболенский и Фёдор Басёнок. Узнав о движении войск Дмитрия Шемяки, против него выступил Василий II, взяв с собой «братию свою», татарских царевичей «со всеми силами», а также митрополита и епископов. Подойдя к Волге, Василий Васильевич отпустил на Дмитрия Шемяку свою «братию» и татарских царевичей, а сам остановился в селе Рудине на Ярославщине. Дмитрий Юрьевич «с многими силами» и с князем Иваном перешёл Волгу, однако посланный к Ивану Андреевичу его брат князь Михаил «отведе» Ивана Можайского от Дмитрия Юрьевича, князь Иван «добил челом» Василию II, получив в дополнение к своему уделу Бежецкий Верх. Дмитрий Юрьевич остался без союзника и поэтому, «взяв перемирие» с Василием II, вернулся в Галич. Докончание Дмитрия Юрьевича и Василия Васильевича не сохранилось:134.
31 августа 1449 года Василий II заключил договор с Казимиром IV, по которому Казимир, в частности, обещал «не прыимати» Дмитрия Шемяку:134. Осенью 1449 года Василий II послал князя Василия Ярославича «изгонной ратью» на Галич. Узнав об этом, Дмитрий Юрьевич выехал с женой и боярами в Новгород. Приехав на Вишеру, он направил новгородскому архиепископу Евфимию просьбу принять к себе его жену и сына. Архиепископ согласился, Софья Дмитриевна с сыном въехали «в осенине» в Юрьев монастырь. Туда же, возможно, была передана на сохранение казна Шемяки:290, «а сам князь великый Дмитрий Юрьевич, в Великом Новегороде не быв, пошед Галицю»:136, 137:Стб. 192.
В конце 1449 — начале 1450 года Василий Васильевич выступил в поход, направляясь к Галичу. Получая известия, что Дмитрий Юрьевич пошёл к Вологде, а затем повернул к Галичу, Василий II менял направления движения и дошёл до Железного Борка. Остановившись в Иоанно-Предтеченском монастыре, Василий получил известие, что Дмитрий Юрьевич уже в Галиче, «людеи около его много, а город крепит и пушки готовит, и рать пешая у него, а сам перед городом стоит со всею силою»:209. Назначив князя В. И. Оболенского главным воеводой, Василий II отправил его «со всею силою своею» под Галич, отпустив с ним «прочих князей и воевод многое множество, потом же и царевичев отпустил и всех князей с ними»:139, 140.
27 января 1450 года, когда войска князя В. И. Оболенского подошли к Галичу, Дмитрий Юрьевич со своими войсками расположился на горе под городом. Воеводы начали взбираться на гору, из Галича был открыт огонь («начаша первое з города пушки пущати, и тюфяки, и пищали, и самострелы»), но «не убиша никого же». «И бысть сеча зла», в рукопашном сражении победили полки Василия Тёмного — «многих избиша, а лутчих всех руками яша, а сам князь едва убежа, а пешую рать мало не всю избиша, а город затворился»:209. Узнав об исходе сражения, к Галичу из Железного Борка прибыл Василий II, после чего город сдался победителям. Заняв город, Тёмному пришлось подавлять сопротивление непокорных галичан («омирять» местное население):6. В Галиче и Угличе были посажены наместники Василия Васильевича:140.
Согласно Павлу Свиньину, Шемяка первым в России ввёл в употребление пищали, предположительно, заимствованные им из Литвы:173, 174.
Вероятно, в дальнейшем Дмитрий Юрьевич безуспешно пытался отвоевать Галич: в написанном около 1452 года послании митрополита Ионы вятчанам указывается, что те «с князем Дмитрием с Шемякою приходили… многожды… на Устюг, на Вологду, на Галич»:143:№ 73. Стб. 591.

### Последние годы

#### Союз с Великим Новгородом
2 апреля 1450 года Дмитрий Юрьевич прибыл в Новогород и «челова крест к Великому Новугороду, а Великый Новъгород челова крест к великому князю Дмитрию заедино». Таким образом, Великий Новгород вновь признал Дмитрия великим князем:141, 142. Как отмечает А. Г. Бобров, «сложилась весьма необычная коллизия: великокняжеская резиденция оказалась в Новгородской республике»:525, 526. С этого момента Дмитрий Юрьевич, сделав Великий Новгород своей новой столицей, занимал новгородский стол именно как великий князь, что подтверждается одновременным с Шемякой нахождением в Новгороде и служилого князя — Александра Васильевича Чарторыйского:531:4.
Пробыв в Новгороде некоторое время, Шемяка повелел «вятчанам идти к себе»:261, а сам отправился на Двину. Пройдя по ней в насадах, 29 июня он без боя вошёл в Устюг и привёл местных жителей к присяге:142, 256.
Противники Дмитрия Юрьевича «не хотели изменити великому князю Василью, и они не целовали за князя за Дмитрея, и он их казнил»: согласно Вычегодско-Вымской летописи — двух пермских сотников «да десятников их», согласно Архангелогородскому летописцу — четырёх человек. Их побросали в Сухону, «вяжучи камение великое на шею им», при этом одному из сброшенных удалось спастись:142, 143, 256:121, 122, 125. В 1435 году устюжане — сторонники Василия II, после того, как в город, по-видимому, без боя:73:53 вошёл Василий Юрьевич Косой, «хотели его убити, на порании Велика дни, на заутрени»:148. Во время празднования Пасхи (по всей вероятности, во время крестного хода, которым начиналась пасхальная заутреня:53) была устроена резня, Василию Косому удалось спастись, перебежав между торосов через Сухону, «а кто не поспел людей его за ним, и Устюжане тех побили»:73:54:148.
Заняв Устюг, Дмитрий Юрьевич призвал вогуличей и вятчан «волости великого князя Василья Васильевича грабити»:261, а «сам поиде на Вологду, и Вологду воивав»:89, вернулся на Устюг, где жил приблизительно до начала 1452 года. Как указывает А. А. Зимин, очевидно «жил он там не постоянно, а лишь наездом»:143. В послании на Вятку около 1452 года митрополит Иона писал, что вятчане, в том числе — с Дмитрием Шемякой, неоднократно «приходили» на Устюг, Вологду и Галич, при этом Иона обвинял вятчан в жестокостях и грабежах и требовал от них «добить челом» Василию Тёмному и «исправиться» «во всем без хитрости»:143:№ 73. Стб. 591—594.
Как отмечает А. А. Зимин, сохранились «глухие известия, что около 1450—1451 гг. Дмитрия Шемяку отлучают от церкви и составляют по этому случаю „проклятую грамоту“»:144. Речь идёт о: сообщении Вымской летописи о том, что пермский епископ Питирим в 1447 году «писал грамоту на Дмитрия Шемяку с проклятием от церкви святей»:261; фразе в послании митрополита Ионы на Вятку около 1452 года («с отлученным от Божья церкве с князем Дмитрием с Шемякою приходили есте многожды на великого князя вотчину»:№ 73. Стб. 591; фразах в послании Ионы новгородскому архиепископу Евфимию («занеже сам себе от христианства отлучил», «великую церковную тягость на себе положил и неблагословение всего великого Божиа священьства» и «имеем князя Дмитрея неблагословена и отлучена Божией церькви»:№ 372. С. 464—465):144, 256. Как указывает А. А. Зимин, дата записи в Вымской летописи «ошибочна, да и сам факт вызывает сомнения. В послании новгородскому архиепископу Евфимию митрополит Иона даже в сентябре 1452 года писал, что Шемяка „сам себе от христианства отлучил“. Об отлучении его церковным собором митрополит не говорит»:144. Историк также отмечает, что «нет ни слова об отлучении Дмитрия Шемяки и в документах об анафематствовании русской церковью»:256. Дмитрий Юрьевич был после кончины погребён в Юрьевом монастыре («положиша его в Юрьеве монастыре в церкви»:89, «положен бысть в церкви святаго мученика Егория в Новегороде»:262). Преподобный Пафнутий Боровский называл Дмитрия Шемяку после его кончины «благочестивым князем»:683 и поминал его до конца жизни («до конца поминовал князя Дмитрея»:366). В сохранившемся списке XVI века синодика Иосифо-Волоцкого монастыря есть статья о поминовении Дмитрия Юрьевича и его потомков. Поминальная часть синодика Пафнутьево-Боровской обители, списанного в 1653 году с синодика первой трети XVI века, открывается именем великого князя Дмитрия Юрьевича Шемяки:
Сие поминание в обители Пресвятыя Владычица нашея Богородица и Приснодевы Мария, честнаго Ея Рождества в монастыри, благовернаго и благочестиваго великого князя Димитрия Георгиевича…
Далее в синодике, среди других поминаемых лиц, перечислены Юрий Дмитриевич, Дмитрий Шемяка и его братья, сын Шемяки Иван, внук Василий Шемячич и его братья, Анастасия Юрьевна, Софья Дмитриевна. «Вкладная и кормовая книга Московского Симонова монастыря», составленная в 40-х годах XVII века по указанию будущего патриарха Иосифа «из болших сенадиков», предписывает совершать поминовение Дмитрия Юрьевича 23 мая:8, 81, 82.
21 марта 1451 года, оставив Софью Дмитриевну с сыном в Новгороде, Дмитрий Юрьевич покинул Городище и направился «за Волок»:148. По всей видимости, тогда же:292 Дмитрий Юрьевич приезжал к Михаилу Клопскому. Житие так описывает диалог Дмитрия Шемяки с Михаилом Клопским: 

И рече: «Михайлушко, бегаю своей отчине и збили мя с великого княжениа!» И Михаила рече ему: «Всяка власть дается от Бога». И князь воспроси: «Михайлушко, моли Бога, чтобы мне досягнути своей отчине — великого княжения». И Михаила рече ему: «Княже, досягнеши З-лакотнаго гроба!» И князь, того не рядячи, да поехал досягать великого княжения. И Михаила рече: «Всуе тружаешися, княже, чего Бог не даст».
В течение нескольких месяцев Дмитрий Юрьевич, находясь на Двине, готовился к походу против Василия Тёмного. Узнав, что Дмитрий Шемяка движется к Устюгу, Василий II организовал против него военную экспедицию — 1 января 1452 года Тёмный выступил из Москвы в поход:148. Часть сил Василия II под командованием княжича Ивана и татарского царевича Якуба двигалась на Кокшенгу, другая часть приближалась к Устюгу с юга:148, 149. Находясь под Устюгом, Дмитрий Шемяка получил известие о приближении сил Василия Тёмного. Дмитрию Юрьевичу грозила опасность окружения, он сжёг посады Устюга и, оставив в городе своего наместника, отправился на Двину, где «застави двинян <…> полити пониже городка Орлеца» неподалёку от устья реки. Василий II «послал за ним воивод в погоню с силою Югом мимо Устюг», воеводы под «городом не стояли ничего, ни единого дни, за Шемякою пошли»:149:89.
После отступления от Устюга Дмитрий Юрьевич несколько месяцев находился в Заволочье. Согласно Вымской летописи, он «поимал» пермского епископа Питирима, направлявшегося в Москву, «приведе на Устюг, темницу метнув, и мучал ево тамо»:261. Как указывает А. А. Зимин, рассказ «этот или может быть датирован более ранним временем, или упоминание в нём об Устюге не точно»:150.
Из Заволочья Дмитрий Юрьевич прибыл в Великий Новгород:150. «На Троецькой недели в пяток» Дмитрий Шемяка вновь приехал в Клопский монастырь. Он накормил и напоил старцев и подарил Михаилу Клопскому шубу со своего плеча. Как отмечает О. В. Кузьмина, подарок Михаилу (шуба со своего плеча) обычно означал награду за верную службу, и, вероятно, «в житие, составленное уже после присоединения Новгорода к Москве, не вошли сведения о какой-то помощи Михаила Клопского Шемяке»:294. Когда Дмитрия Юрьевича провожали из обители, Михаил погладил его по голове и трижды сказал: «Княже, земля вопиет ти!» (аллюзия на Быт. 4:10, где говорится об осуждении Каина за убийство своего брата Авеля:539). Далее Житие так передаёт разговор Дмитрия Юрьевича и Михаила Клопского:152: 

И молвит князь: «Михайлушко, хочю во Ржову ехати Костянтинову на свою вотчину». И рече ему Михаиле: «Княже, не исполниши желания своего».
Пророчества Михаила Клопского имели характер предостережения об угрозе, исходящей от родственников:539. Возможно, Михаил Клопский догадывался о том, что замышляется против Дмитрия Юрьевича, и слова «земля вопиет» и «не исполниши желания своего» были замаскированным советом покинуть Великий Новгород:294.
10 сентября 1452 года Дмитрий Юрьевич, возможно, собираясь пробиться в Ржеву, «пришел на Кашин город изгоном»:Стб. 495, но взять город ему не удалось. Отступая, Дмитрий Шемяка, согласно тверскому:109 источнику, «въсхоте стати от труда почити» в местечке Киясове, но увидев, что 500 человек покинули его войско, он «оттоле побеже» и «никтоже его не весть, где бе». Отправленные Борисом Тверским в погоню за Дмитрием Юрьевичем воеводы «за ним хожаше много и не нашедше его, но понеже крыяшеся в пустых и непроходимых местех». Зимой 1452/1453 года Дмитрий Юрьевич вернулся в Великий Новгород «из Заволочья <…> и стал на Городище»:151:Стб. 193.
В 1451—1453 годах Господин Великий Новгород продолжал признавать Дмитрия Юрьевича великим князем:151:202. Одновременно считался великим князем и Василий Васильевич:144, который, однако, при описании его похода на Новгород в 1456 году в Летописи Авраамки дважды упомянут как «князь Василии Васильевич Низовскии», без добавления слов «великий» или «Владимирский» (при этом вдова Шемяки в связи с теми же событиями именуется «великой княгиней»):91. Новгородцы, возможно, были в войске Дмитрия Юрьевича:292.

#### Переговоры 1453 года
Митрополит Иона в начале 1450-х годов оказывал давление на новгородского архиепископа:292: сохранилось два его послания владыке Евфимию, содержащие обвинения в адрес Дмитрия Юрьевича и упрёки новгородцам:152:201. В одном из посланий содержатся известия о мирных переговорах между Шемякой и Тёмным, на которые Дмитрий Юрьевич пошёл в начале 1453 года. Москва требовала от Шемяки принять монашеский постриг. Дмитрий Юрьевич не согласился уйти в монастырь и, очевидно, продолжал настаивать на своём великокняжеском статусе:535.

### Убийство Дмитрия Юрьевича
Не позднее июля 1453 года Василий Тёмный послал дьяка Степана Бородатого «в Новогород с смертным зелием уморити князя Дмитрея»:154:293. Предположительно, Степан Бородатый являлся свойственником Дмитрия Юрьевича — на сестре или дочери дьяка был женат сын Шемяки Иван, что обеспечило Бородатому доступ в окружение Дмитрия Юрьевича:533-535. Дьяк Степан, по одной версии, передал яд посаднику Исааку Борецкому, который подкупил служившего Дмитрию Юрьевичу повара по прозвищу Поганка, «тъи же дасть ему зелие в куряти»:154:293. По другой версии, дьяк обратился к боярину Дмитрия Шемяки Ивану Котову (Нотову), «поведа ему речь великого князя», боярин Иван «обещася» и «призва повара на сей совет»:154:131:293. Более вероятным представляется участие в заговоре Ивана Котова, а не Исаака Борецкого. Подтверждением этому служит, в частности, тот факт, что сразу после отравления Дмитрия Шемяки Котов сделался дьяком Василия Тёмного:537, 538.
Дмитрий Юрьевич «о полудни» приказал «себе едино куря доспети». Ему была подана курица, которую участники отравления «смертным зелием доспеша», Дмитрий Юрьевич «яде не ведый мысли их», «ту же разболеся» и, проведя 12 дней в постели, скончался 17 июля 1453 года:154:131:293.
Дмитрий Юрьевич Шемяка был похоронен в Георгиевском соборе Юрьева монастыря Великого Новгорода:89:262:293:19. Похороны, возможно, состоялись 23 июля:538, 539.

## Реакция современников и потомков на убийство Дмитрия Шемяки
Василий Тёмный получил известие о смерти Дмитрия Юрьевича 23 июля 1453 года в московском храме Бориса и Глеба «на Рве», где слушал вечерню накануне дня празднования святых страстотерпцев Бориса и Глеба. Василий II сразу же пожаловал доставившему весть подьячему по имени Василий Беда звание дьяка. Ермолинская летопись содержит замечание о Василии Беде в связи с получением им дьячества: «прорекоша ему людие мнози, яко ненадолго будеть времени его, и по мале сбысться ему»:153, 154:130, 131.
Митрополит Иона запретил поминовение погибшего Дмитрия Юрьевича («положил на него и по смерти негодование, не велел его поминати»:365):155. Игумен Боровского монастыря Пафнутий не подчинился этому распоряжению и, возможно, не велел называть митрополитом самого Иону:155: «…Ионе митропалиту была брань с Пафнотием старцем: сказали Ионе, что Пафнутий его не велит звати митропалитом»:191. Иона, вызвав боровского игумена в Москву, «брань положил на Пафнотья»:365 за поминовение Дмитрия Юрьевича и заточил игумена в темницу:155:365. Однако, преподобный Пафнутий «того не устрашился, и митрополиту Ионе о том не повиновался, да о том с ним сопрелся»:365. Митрополит вынужден был «смириться» с игуменом, «сам пред Пафнотием повинился и мир дав ему и дарова его и отпусти его с миром о Христе Исусе»:366. Преподобный Пафнутий Боровский продолжал поминать Дмитрия Юрьевича до конца жизни:155, 156, 259:366.
Один из убийц Дмитрия Юрьевича (повар Поганка или боярин Иван Котов:538) вскоре после его гибели постригся в монахи и явился в Боровский монастырь. Узнав об этом, преподобный Пафнутий изобличил его перед учениками («Смотрите, что даже ради иноческого чина он не очистился от крови»:683) и отказался принять в своей обители:156:538.
Николай Борисов высказывает предположение, что Мартиниан Белозерский, получивший игуменство в Троицком монастыре в награду за поддержку Василия Васильевича, и ставший его духовником, осудил отравление Дмитрия Юрьевича и назначил Василию II строгую епитимью. После 3 июля 1453 года Тёмный в своих грамотах перестал называть Мартиниана по имени, в период с марта по сентябрь 1454 года Мартиниан был удалён от управления Троицким монастырём и отправлен на покой в Ферапонтово:138, 139:109—111.
Вероятно, осуждение убийства Дмитрия Шемяки содержится в Летописи Авраамки. Описывая сопровождавшиеся зверствами казни дворян в Великий Пост 1462 года, совершённые Василием Тёмным, летописец саркастически замечает, что эти жестокости можно даже не считать грехом по сравнению с тем, что Василий сделал раньше: «…не постави греха сего князю великому Василью Васильевичю, таковая съдеявша, что и отцем духовным не велил приступити к ним»:536, 537.
В Триоди Постной из Воскресенского собрания рукописей (часть Синодального собрания) на одном из листов имеется сделанная сразу после смерти Василия II запись. Она сообщает, что «преставися раб Божий князь великий Василий Васильевич» с подробным указанием даты и времени кончины. Под этой записью более мелким почерком XV века оставлена ещё одна: «Июда душегубец, рок твой пришед»:273, 274, 276. По всей видимости, автор второй записи указывал, в том числе, и на убийство Дмитрия Юрьевича, именуя Тёмного «душегубцем»:206.
Московское великокняжеское летописание 70-х годов XV в. умалчивает об обстоятельствах смерти Дмитрия Юрьевича, сообщая лишь, что он умер «напрасно» (внезапно), и вскользь упоминая о пожаловании вестника смерти Шемяки дьячеством. Причина смерти Дмитрия Юрьевича также не указывается в тех списках Новгородской IV летописи, которые продолжены далее 1447 года, что, по мнению Я. С. Лурье, может говорить о заинтересованности Новгородских властей в таком умолчании:153, 154:92. С другой стороны, как в северно-русских, так и в великокняжеских летописях Дмитрий Юрьевич уравнивается со святыми князьями-мучениками Борисом и Глебом: Н. С. Борисов отмечает глубокий сарказм в летописном указании на место и время получения Тёмным известия о гибели Шемяки — в храме Бориса и Глеба, накануне дня их памяти, когда на богослужении читались их житие и похвала:130:91. В Степенной книге (1563) упоминание о награждении Василием II подьячего Беды заменено утверждением, что Дмитрий Юрьевич «прият кончину от отравы, от домашних своих», а Тёмный о нём «благоутробным нравом братолюбно поскорбе, якоже Давид о Самуиле»:86.
Князь Андрей Курбский в Третьем послании Ивану Грозному (1579) с негодованием писал, в том числе, о расправе с Дмитрием Юрьевичем, с которым находился в отдалённом свойстве: «Что Углецким учинено, и Ерославичом, и прочим единые крови? И како их всеродне заглаженно и потребленно? Еже ко слышанию тяжко, ужасно!»:154.

## Посмертная судьба и восстановление обстоятельств гибели
В 1616 году шведские солдаты в поисках клада раскопали и вскрыли гробницу в юго-западном углу Георгиевского собора Юрьева монастыря (южный неф являлся традиционной княжеской усыпальницей). В гробнице солдаты обнаружили «человека цела и неразрушена, в княжеском одеянии» и останки подростка («преставись млад, лет в 13»):101—103, 105, 108, 114. С разрешения шведского «воеводы» Якоба Делагарди митрополит Исидор перенёс «честныя их мощи» в собор Святой Софии, объявив мумифицированные останки мощами святого князя Фёдора Ярославича, скончавшегося в 1219 году в возрасте 13—14 лет:97, 103, 105. Останки были помещены в каменную гробницу — очевидно, ту же, в которой они находились в Георгиевском соборе:113, 114.
В 1919 году (по всей видимости, в ходе кампании по вскрытию мощей) было произведено вскрытие «мощей князя Фёдора» и обнаружены мумифицированные останки, принадлежащие «мужчине лет сорока»:103. Останки были обследованы в 30-х годах XX века известным антропологом Вульфом Гинзбургом, который также определил, что возраст покойного — около 40 лет:103, 104.
10 августа — 28 октября 1987 года было проведено исследование останков «Фёдора Ярославича», в рамках которого, по направлению начальника Новгородской археологической экспедиции В. Л. Янина, было произведено и судебно-химическое исследование останков. Исследование подтвердило, с одной стороны, что усопший — Дмитрий Юрьевич Шемяка, с другой — что он скончался в результате отравления мышьяком:110, 111, 210—217. По мнению В. Л. Янина, следствием отравления Шемяки, который, согласно летописи, «лежа 12 дней и преставися», было сильное обезвоживание его организма, в результате которого его тело фактически превратилось после смерти в мумию, из-за чего принято было в XVII веке за «нетленные мощи».
Изучение останков также дало представление о внешности великого князя. Дмитрий Юрьевич был рыжеватым мужчиной среднего роста — около 168 см:212:19, как отмечает Н. С. Борисов, возводя прозвище «Шемяка» к «Шеемяка», — «коренастый крепыш <…>, обладавший незаурядной физической силой»:50.
По состоянию на 2000-е годы останки Дмитрия Юрьевича находились в Софийском соборе Великого Новгорода и по-прежнему были отождествлены с останками Фёдора Ярославича.
В 2016 было проведено новое исследование останков Дмитрия Шемяки («Фёдора Ярославича»), которое, как и исследование 1987 года, подтвердило факт отравления мышьяком, а также выявило ряд новых деталей, связанных с убийством. В частности, было установлено, что яд в организм великого князя Дмитрия поступал дважды: за 10—14 и за 3—4 дня до смерти, что корректирует выводы В. Л. Янина. Предположительно, через некоторое время после отравления мышьяком в курице, Дмитрий Юрьевич начал выздоравливать, и убийцами ему была дана вторая порция яда.
Ириной Решетовой, участвовавшей в исследовании 2016 года, была проведена графическая портретная реконструкция по методу М. М. Герасимова. В результате реконструкции впервые в истории было получено изображение лица Дмитрия Юрьевича Шемяки.

## Память о Дмитрии Юрьевиче
А. А. Зимин отмечает, что «со смертью Дмитрия Шемяки его ореол не померк в районах, где он действовал. Культ галицких князей сохранялся в Галицкой земле даже в XVII в.»:156. В XV — начале XVII века прозвище „Шемяка“ было распространено в местах, связанных с влиянием галицких князей, среди лиц различных социальных слоёв и происхождения:156.
Дмитрий Юрьевич внесён в составленный при Иване Грозном Царский Синодик 1550-х годов — список имён для общего поминовения Вселенской Церковью, отправленный в 1557 году Константинопольскому патриарху.
«Летописец Воскресенского Солигалицкого монастыря» — известный в разных списках и вариантах книжный памятник галичского происхождения. Одна из его частей, созданная, предположительно, в середине XVII века, посвящена событиям Династической войны. Она содержит ряд известий, касающихся Дмитрия Шемяки, и завершается сообщением о его кончине в Великом Новгороде. Это сообщение дано с пиететом, а Дмитрий Юрьевич назван «великим князем».
Иван Снегирёв в статье «Местные пословицы Русского мира» (1834), ссылаясь на мнение протоиерея Михаила Диева, пишет, что поговорки «Галич Кострому обманул на острову» и «Костромичи в кучу, а галичи прочь» относятся к войне Дмитрия Юрьевича с Василием Васильевичем.
Костромской этнограф П. И. Андроников, с восторгом описывая в 1856 году современный ему Галич, отмечал «предания о Шемяке, живущие в народе».
В автобиографическом романе Алексея Писемского «Люди сороковых годов» (1869) упоминается «вид на подгородное озеро, на самый городок, на идущие по другую сторону озера луга, — на которых, говорят, охотился Шемяка».
Василий Самарянов в 1876 году писал, что встречающийся в Костромском и Галичском уездах топоним „Шемякино“ «пробуждает воспоминания о продолжительной кровавой распре между великим князем Московским и мятежным князем Галичским Шемякою».
«Мы были при Шемяке», — с гордостью говорила последняя владелица имения Клусеево И. И. Катенина (ум. после 1918):105.
В 1926 году в галичском Преображенском соборе, позднее закрытом, находился древний образ Спасителя, написанный в первой половине XV в. мастером московской школы. По преданию, эта икона принадлежала Дмитрию Юрьевичу.
Руководитель Музея истории Углича краевед А. В. Кулагин указывает на расположенную к северу от Углича деревню Шемякино, как на историческое свидетельство угличского княжения Дмитрия Юрьевича.
Основываясь на материалах, собранных в 2011 году в Галиче экспедицией Государственного республиканского центра русского фольклора, Д. В. Громов замечает, что благодаря «своим политическим успехам в народной памяти Шемяка остался как человек удачливый и богатый; соответственно с ним связываются известные фольклорные сюжеты о кладах». Кроме того, поскольку Дмитрий Юрьевич занимал великокняжеский стол в Москве, жители Галича с гордостью рассказывают, что их город некоторое время был российской столицей:17, 18, 20.
Исследователи Е. В. Малая и К. Е. Вавулин, анализируя символическое пространство Каргополя, отмечают Дмитрия Юрьевича, как одного из символических людей этого города:161.
Верхнее городище Галича находится на возвышении, называемом Шемякина гора. На склонах этой горы 27 января 1450 года произошло сражение войск Дмитрия Шемяки с войсками Василия Тёмного:18, 221:226.

## Легенды и приписываемые Дмитрию Шемяке злодеяния

### «Шемякины клады» и сокровища

#### Клад на дне Галичского озера
Согласно этой легенде, Дмитрий Шемяка якобы утопил в озере сокровища, чтобы они не достались Василию Тёмному. Для этого он выгнал на середину озера ладью, доверху нагруженную золотом, и пробил в днище дыру. Этот клад «заговорённый» и просто так никому «не дастся»:222.

#### Клад на Столбище
Ещё одна легенда приписывает Дмитрию Юрьевичу клад, зарытый им на месте галичского урочища Столбище, где, по преданию, располагались княжеский дворец и обширные сады. В этом кладе якобы были сокровища, «награбленные» Юрьевичами в Москве и Ярославле. Клад выходит из-под земли в виде золотого корабля, но «заклинания, которыми вызывают его», настолько страшны, что, по легенде, никто не решался этот клад добыть. В действительности, как писал в 1832 году П. П. Свиньин, «глубокие ямы доказывают, что были смельчаки, которые не боялись заклятий, и пробовали дорыться до золотой кормы»:172, 173.

#### Другие легенды
Существуют также иные легенды и вариации сюжетов о кладах и сокровищах. В частности, по одной из них, на дне Галичского озера покоится резная карета, которую Дмитрий Шемяка, вместе с золотом, якобы вывез из Москвы когда занял великокняжеский престол: карета изнутри обшита красным бархатом, а снаружи покрыта сусальным золотом. Согласно другому легендарному сюжету, Дмитрий Юрьевич спустил бочку с золотом с холма при подходе войск Василия Тёмного:18, 19. Есть легенда, гласящая, что, уходя из окружённого Галича через подземный ход, Шемяка оставил в городе «в заговорённом месте» свою богатую казну.

### Усыновление князем Константином Дмитриевичем
В «Истории города Углича» (1844) Фёдора Кисселя помещён отсутствующий в летописных и актовых материалах:14, 15 рассказ о взаимоотношениях Дмитрия Юрьевича с его дядей угличским князем Константином. Согласно рассказу, Шемяка почитал Константина Дмитриевича. Когда тот удалился в Симонов монастырь, став иноком Кассианом, Дмитрий Юрьевич ежедневно навещал «престарелого, слабого и огорчённого старца». После ссоры князя Дмитрия с отцом инок Кассиан беседовал с племянником, наставлял его. Убедившись, что Дмитрий Юрьевич — человек с доброй душой, Константин Дмитриевич усыновил его и отдал ему свой удел. Дмитрий прибыл в Углич, где народу было торжественно объявлено духовное завещание князя Константина, по которому тот усыновлял князя Дмитрия и, как родному сыну, завещал ему Угличское княжество. После поздравлений все бояре, духовенство и знатные горожане пировали у нового угличского князя:142—144.
Ф. Х. Киссель отмечал, что при написании своей книги он использовал, в том числе, приобретённые им «старинные полуистлевшие рукописи о древних событиях Углича»:11.

### Убитый конь и захваченное оружие
Согласно родословной дворянской фамилии Кожиных, их предок участвовал в битве под Галичем, преследовал Дмитрия Шемяку, убил под ним коня и захватил в качестве трофея его личное оружие. Этот сюжет родословной основан на жалованной грамоте Василия Васильевича Тёмного. В грамоте упоминается родоначальник Кожиных — выехавший «из Шведов» Бахты-Френц (в родословной назван Георгием Фаренсбахом), служивший Василию I и принявший православное крещение с именем Ананий. Сын Анании Василий «Князя Дмитрия побил, и гнал за ним с полком своим и до Великого Новагорода, и убил под ним Князем коня, и привёз того коня часть кожи, да лук, да палаш Князя Дмитрия» к Василию II «на Москву». Тёмный «пожаловал» Василия и велел ему именоваться Василий Кожа. Местом и датой написания грамоты указаны Москва, 4 февраля 1450 года:189-198.
В действительности жалованная грамота Василия Тёмного Василию Коже является фальшивкой:410, а родословное древо Кожиных сочинено, вероятно, в конце XVIII века одним из представителей этой фамилии:17. Василий Васильевич не мог выдать грамоту в Москве 4 февраля, поскольку после Галичской битвы вернулся в Москву только на Масленице — с 1 до 7 марта. Фамилии Кожа, Кожин были распространены на Руси задолго до «выезда из Шведов» Бахты-Френца. Не существует никаких источников, в которых бы упоминалось об убитом коне и захвате оружия Дмитрия Юрьевича после поражения под Галичем. Известны два немца Фаренсбаха, состоявшие на русской службе: Дитрих и Георгий. Ни один из них не мог быть предком Кожиных, поскольку время службы обоих приходится на вторую половину XVI в. Дитрих попал в плен к шведам в 1574 году, Георгий бежал из русского стана и, позднее, служил польскому королю. Отец Матвея Васильевича Кожина (преподобного Макария Калязинского), в родословной Кожиных записанного внуком Фаренсбаха-Анании, носил имя Василий Кожин, а не Кожа. В Житии прп. Макария, составленном около середины XVI века, нет никаких данных ни об иноземном происхождении Василия Кожина, ни об Анании, а сам Василий представлен кашинским боярином:410, 411:16, 17.

### Герб Галича
По этой легенде, герб города Галича появился при Дмитрии Шемяке.
В действительности галичский герб был утверждён в XVIII веке, а первое известное упоминание о нём содержится в Знамённом гербовнике 1712 года:25—28.

### Расправа с Григорием Пельшемским
В Житии святого Григория Пельшемского рассказывается о походе князя Дмитрия к Вологде «в зимное время с силою многою»:180. Шемяка осадил город, после чего к нему из монастыря пришёл святой Григорий и якобы обличил Дмитрия Юрьевича. Разгневавшись на обличение, князь приказал сбросить Григория «с помоста» (при этом Григорий остался жив):156, 157.
В действительности Григорий Пельшемский не мог встретиться с Дмитрием Юрьевичем во время его похода к Вологде, упоминаемого в Житии:180:198. Прп. Григорий скончался 30 сентября 1448:180 или 1449:197 года, тогда как описанный в Житии поход Шемяки на Вологду состоялся в самом конце 1449 — начале 1450 года:140:198.
Житие написано неизвестным автором в конце XV — начале XVI века:196, списки сохранились с середины XVI века. В Житии Григория имеются вставки из житий Дионисия Глушицкого и Димитрия Прилуцкого:255. В частности, вставкой из жития последнего является рассказ о зимнем походе Шемяки к Вологде:198. Житие Григория Пельшемского известно в трёх полных редакциях:255, содержащиеся в разных редакциях сведения отличаются друг от друга:255 и зачастую противоречат друг другу. Между первой и второй редакциями имеются существенные различия, третья редакция совмещает в себе приметы первой и второй со значительными сокращениями. Само событие в первой редакции датировано 1430 годом. Во второй редакции присутствует рассказ о походе Григория в Москву с целью убедить занявшего великокняжеский престол Юрия Дмитриевича отказаться от него в пользу Василия II, этот рассказ датирован 1431 годом, а эпизод обличения — «в та же лета». В третьей редакции рассказ о хождении в Москву отсутствует, эпизод обличения датирован, как и во второй редакции, «в та же лета». В редакциях Жития и между ними есть и другие противоречия:259, 260:196-198.
Василий Ключевский считает, что биограф Григория, вероятно, перепутал Дмитрия Шемяку с Василием Косым, поход которого на Вологду состоялся в 1435 г., или неправильно приурочил к заимствованному из жития Димитрия Прилуцкого рассказу какое-либо другое событие времён борьбы Шемяки с Тёмным:198. Исаак Будовниц отмечает, что житийный сюжет о встрече Дмитрия Юрьевича и прп. Григория неправдоподобен не только по причине заимствования рассказа и несовпадения дат. Григорий Пельшемский крестил детей князя Юрия Дмитриевича, был к нему близок и, скорее всего, ему сочувствовал, в связи с чем возможность поступка, якобы совершённого Шемякой в отношении прп. Григория, представляется сомнительной. С другой стороны, возраст Григория, согласно Житию скончавшегося в 1448 или 1449 году 127-летним старцем, говорит против возможности его активного вмешательства в политические дела. Житие Григория Пельшемского составлено спустя несколько десятилетий после победы Василия Тёмного и, по мнению И. У. Будовница, автор Жития приписывал Григорию действия в пользу победившей стороны:180, 181. Идеологически мотивированные внедрения в текст Жития и его переписывание предполагает К. П. Ковалёв-Случевский:256. А. А. Зимин придерживается сходной с В. О. Ключевским и И. У. Будовницем точки зрения:157.

### «Шемякин суд»
В сатирическом произведении «Шемякин суд» («Повесть о Шемякином суде», «Повесть о неправедном судие Шемяке»), известном в виде прозы и в поэтической версии, рассказывается, как на невезучего бедняка последовательно подают жалобу его брат-богатей, поп и горожанин. Приехав для разбирательства дела к «Шемяке судии», бедняк кладёт за пазуху завёрнутый в платок камень и показывает его судье, изображая тем самым «посул». «Шемяка судия» решает дело таким образом, что все три истца предпочитают дать «мзду» бедняку, чтобы не исполнять решений судьи. Когда судья узнаёт, что на самом деле у бедняка за пазухой был камень, он воздаёт хвалу Богу, что судил в пользу бедняка, иначе бедняк «убил бы его тем камнем»:157, 158:366—369,453—455:60.
В 1816 году Николай Карамзин в V томе «Истории государства российского» поместил следующий текст: «Не имея ни совести, ни правил чести, ни благоразумной системы государственной, Шемяка в краткое время своего владычества усилил привязанность москвитян к Василию, и в самих гражданских делах, попирая ногами справедливость, древние уставы, здравый смысл, оставил навеки память своих беззаконий в народной пословице о суде Шемякине, доныне употребительной»
:321:79. Этот текст Н. М. Карамзин обосновал в примечании 338 к V тому «Истории государства российского» следующим образом: «В Хронографе: от сего убо времени в Велицей Руссии на всякого судью и восхитника во укоризнах прозвася Шемякин суд»:Прим.: с. 212:79, 87.
В 1833 году Николай Полевой в V томе «Истории русского народа», приводя утверждение Н. М. Карамзина, указывал, что «летописцы, враги Шемякины, ничего этого не говорят, хотя и жестоко бранят Шемяку за ослепление Василия»:372, 373. Однако большинство позднейших исследователей, включая Сергея Соловьёва, на основании приведённой Н. М. Карамзиным «цитаты из Хронографа», отождествляли героя повести «Шемякин суд» с великим князем Дмитрием Шемякой. При этом научная критика исторических источников часто заменялась «моральными обличениями» в адрес Дмитрия Юрьевича:79, 93.
Диаметрально противоположного взгляда на выражение «Шемякин суд» придерживался Даниил Мордовцев. Он полагал, что именование неправедного суда «Шемякиным» связано с оставшимся в народной памяти воспоминанием о том, «как незаконно и с каким полным презрением прав человечества судили враги князя Дмитрия Юрьевича Шемяку». По мнению А. А. Зимина, отмечавшего благодушный юмор, с которым изображён «Шемяка судия», повесть могла сохранить «какие-то далёкие отзвуки благожелательного отношения к князю Дмитрию, распространённые в демократической среде»:158.
В действительности повесть «Шемякин суд» сложилась не ранее второй половины XVII века:78. При этом поговорка о «Шемякином суде» является вторичной по отношению к повести и возникла из текста этого произведения:99. «Хронограф», на который ссылался Николай Карамзин, не известен современной науке и, по всей вероятности, являлся историческим сборником второй половины XVII века, составленным позднее повести и утраченным в начале XIX столетия. Текст этого «Хронографа», как указывает И. П. Лапицкий, является «позднейшей интерполяцией, сделанной не ранее конца XVII века в неизвестном историческом сборнике, отличном по своему тексту от хронографов редакции 1512, 1617 и 1620—1646 гг.»:93, 118:90, 99.
В целом, слово «Шемяка» в XVI—XVII веках было распространённым именем и, как отмечает И. П. Лапицкий, «уже поэтому всякие сближения имени героя повести „Шемякин суд“ с историческими Шемяками, основанные на одном только внешнем совпадении имён, теряют всякий смысл»:99.

## Дмитрий Юрьевич в искусстве

### В изобразительном искусстве

#### На иконе Михаила Клопского
В иконостасе Троицкого собора Клопского монастыря в начале XX века находилась икона прп. Михаила Клопского в деяниях, позднее утраченная. Возможно, автором иконы был диакон Никифор Грабленый, написавший в 1567 году для собора храмовый образ Святой Троицы. Сюжеты деяний на иконе прп. Михаила были взяты, в основном, из его Жития, составленного В. М. Тучковым в 1537 году. Деяния были представлены в 35-ти клеймах, два из которых были посвящены Дмитрию Юрьевичу:
- О приходе князя Димитриа во обитель Св. Троицы ко блаженному Михаилу. Перед условными палатами Шемяка изображён два раза. Слева его и трёх других человек благословляет св. Михаил: Дмитрий Юрьевич нарисован в плаще и с непокрытой головой, боком к зрителю, едва склонившись, с выразительным нервным лицом, протянув руки к прп. Михаилу. Справа Дмитрий Юрьевич беседует с Михаилом, стоя напротив него.
- Князь же начат паки возвращатися и блаженнаго лобызает. На фоне ряда домов, символизирующих город, справа изображена группа монахов, слева — бояр. Посредине Дмитрий Шемяка и прп. Михаил обнимаются. У обоих не покрыты головы, на св. Михаиле накинут подаренный Дмитрием Юрьевичем кафтан[63]:10-12.

#### На миниатюре в Житии Михаила Клопского
В Новгородском сборнике (ИРЛИ РАН, собрание Ф. А. Каликина, № 35), созданном в 1678—1680 годах по заказу новгородского воеводы Ю. М. Одоевского, помещено Житие Михаила Клопского. Житие иллюстрировано цветными миниатюрами, на одной из которых изображён Дмитрий Шемяка:
- Дмитрий Юрьевич нарисован одновременно во время двух посещений Клопского монастыря: при первом — стоящим; при втором, после военных неудач, — падающим на колени в земном поклоне[107].

#### На миниатюрах Лицевого летописного свода
Изображения Дмитрия Юрьевича представлены, в частности, в композициях на сюжеты:
- получение известия о кончине Дмитрия Шемяки;
- Василий Тёмный даёт Дмитрию Юрьевичу в удел Углич и Ржеву;
- Дмитрий Юрьевич приглашает Василия Тёмного на свадьбу;
- Шемяка приезжает к гробу своего брата Дмитрия Красного;
- Василий II «возложи нелюбие» на Дмитрия Шемяку и «поиде на него к Угличу»;
- преставление и погребение Дмитрия Юрьевича в Великом Новгороде.

Дмитрий Шемяка изображён человеком средних лет с кудрявыми волосами и короткой бородой, в беседе с Василием Тёмным — безбородым.

#### В росписи центрального свода парадных сеней Государственного исторического музея в Москве
Роспись, сделанная в 1883 г. артелью Ф. Г. Торопова, включает «Родословное древо государей Российских», где Дмитрий Шемяка изображён в полный рост, вполоборота влево, в княжеских одеждах и шапке, со скипетром в правой руке, левой рукой придерживает край плаща. Дмитрий Юрьевич имеет крупные черты лица, тёмные кудрявые волосы и густую бороду средней величины. Справа и слева от головы надпись: «Благов. кн. Димитр. Юрьев. Шемяк.».

#### На картинах и рисунках художников
- Б. А. Чориков:
  - «Царица София торжественно снимает с Князя Василия Юрьевича Косого похищенный драгоценный пояс Димитрия Донского, 1433 году»[109] (1838); литография: рисунок И. Мочилов, печать М. А. Тюлев.
- Рисунок неизвестного художника середины XIX века:
  - «Дмитрий Шемяка»[110].
- Гравюра без указания авторства, опубликованная в 1866 году. Возможные авторы рисунка: В. В. Верещагин или В. П. Верещагин, А. О. Адамов, Н. А. Кошелев, Н. С. Негадаев, гравёр — Ф. Фрейнд. Рисунок ошибочно и с искажённым названием приписывается В. В. Муйжелю (1880—1924):
  - «Примирение князя Василия (Тёмного) с Шемякою»[111].
- М. Фёдоров, Н. И. Соколов:
  - «Суд над князем Василием»[112] (1872—1873), гравёр Л. А. Серяков.
  - «Смерть Шемяки»[113] (1872—1873), гравёр К. Р. Вейерман.
- Н. Д. Дмитриев-Оренбургский:
  - «Косой схватился за саблю, но Шемяка удержал его»[114] (ок. 1878).
- В. В. Муйжель (предположительно):
  - «Свидание Дмитрия Шемяки с князем Василием II Тёмным»[115] (конец XIX — начало XX века).
- Николаев (имя и отчество в подписи к рисунку не указаны):
  - «Встреча князя Димитрия Шемяки с иноком Григорием»[116] (1905).
- Иллюстрация без названия и указания авторства к рассказу В. П. Лебедева «Золотой пояс» в сборнике «Из жизни наших предков» (1912):
  - [«Золотой пояс»][117].
- А. А. Святов:
  - «Дмитрий Шемяка — последний Галичский удельный князь»[118]:22 (ок. 2006).
- В нескольких сериях документально-исторического сериала «История государства Российского» (режиссёр В. Бабич, 2007) показывается чёрно-белый рисованный портрет Дмитрия Шемяки[119].
- Портрет без указания авторства:
  - «Великий князь Дмитрий Юрьевич Шемяка»[120]:121 (ок. 2007—2012).
- В докудраме «Неизвестная Орда» из цикла «Забытые войны России» (режиссёры П. Сергацков и А. Верещагин, 2018)[121] демонстрируются рисованные изображения Дмитрия Шемяки. В финальных титрах к фильму «художником иллюстраций» указан Виктор Перевалов[122].

##### Картины, написанные в 1861 году в Академии художеств
В 1861 г. профессорами Императорской Академии художеств в качестве программы на большую золотую медаль слушателям был задан эпизод из «Истории Государства Российского» Н. М. Карамзина «1433-й год на свадьбе великого князя Василия Васильевича Тёмного великая княгиня Софья Витовтовна отнимает у князя Василия Косого, брата Шемяки, пояс с драгоценными каменьями, принадлежавший некогда Дмитрию Донскому, которым Юрьевичи завладели неправильно».
Соискатели — К. Ф. Гун, Н. Д. Дмитриев, Б. Б. Вениг, В. П. Верещагин и П. П. Чистяков — написали картины на заданную тематику:354.
- Б. Б. Вениг (предположительно):
  - «Великая княгиня Софья Витовтовна на свадьбе великого князя Василия Тёмного в 1433 году срывает с князя Василия Косого пояс, принадлежащий некогда Дмитрию Донскому»[124].
- Василий Петрович Верещагин:
  - «Великая княгиня Софья Витовтовна на свадьбе великого князя Василия Тёмного в 1433 году срывает [с князя Василия Косого] пояс с драгоценными каменьями, который некогда принадлежал Дмитрию Донскому и которым Юрьевичи завладели неправильно»[125].
- К. Ф. Гун:
  - «София Витовтовна на свадьбе Василия Тёмного»[126].
- П. П. Чистяков:
  - «На свадьбе великого князя Василия Васильевича Тёмного великая княгиня Софья Витовтовна отнимает у князя Василия Косого, брата Шемяки, пояс с драгоценными каменьями, принадлежавший некогда Дмитрию Донскому, которым Юрьевичи завладели неправильно»[127].

### В литературе

#### В прозе
- Н. А. Полевой. «Клятва при Гробе Господнем» (роман, 1832)[128].
- П. П. Свиньин. «Шемякин суд, или Последнее междоусобие удельных князей русских» (роман, 1832)[129].
- Юлия Безродная. «Борьба за власть» (рассказ, 1900)[130].
- Н. О. Лихарев. «Воронограй» (повесть, 1905)[131].
- В. П. Лебедев.
  - Рассказы, опубликованные в 1912 году в сборнике «Из жизни наших предков»[132]:
    - «Золотой пояс».
    - «Пророчество грозное».

  - «За государя великого князя» (повесть, 1914)[133].
- В. И. Язвицкий. «Иван III — государь всея Руси» (роман, 1946—1955)[134].
- Д. М. Балашов. «Юрий» (незаконченный роман, 2000).
- Протодиакон Николай Толстиков. «Лазарева суббота» (повесть, 2013)[135].
- Ю. Д. Торубаров. «Василий Тёмный» (роман, 2019)[136].
- В. В. Ульянова. «Жажда» (повесть, 2023)[137].

#### В поэзии
- Ю. С. Бородкин. Стихотворение без названия, опубликованное в исторической хронике «Василий Тёмный и князья Галицкие» (2016)[138]:
  - [«На крутую Шемякину гору…»].
- Д. В. Кузнецов. «Дмитрий Шемяка» (стихотворение, 2019)[139].

### В драматургии
- Г. Р. Державин. «Тёмный» (трагедия, 1808)[140].
- Н. В. Кукольник. «Боярин Фёдор Васильевич Басёнок» (драма, 1844)[141][142].
- Д. В. Аверкиев. «Тёмный и Шемяка» (трагедия). Премьера на Императорской московской сцене состоялась 17 декабря 1872 года, роль Дмитрия Шемяки исполнил Н. Е. Вильде. Опубликована в 1873 году. В том же году в журнале «Всемирная иллюстрация» напечатана заметка о театральной постановке пьесы с иллюстрациями М. Фёдорова и Н. И. Соколова[112][113][143].

### В кинематографе

#### В игровом кино
- «Великий князь Василий Тёмный и Дмитрий Шемяка» (историческая драма, 556 м, 1911). Экранизация пьесы Д. В. Аверкиева. Постановка Кинематографической прокатной конторы «Прогресс» А. Э. Гензель. Режиссёр, оператор и актёры не установлены[144][145].

#### В мультипликации
- В сериале «История государства Российского» (2007) представлены созданные в технике трёхмерной компьютерной графики цветные подвижные изображения Дмитрия Шемяки[119].
- Анимационно-игровая докудрама «XV век. Василий Тёмный. Последняя усобица» (автор сценария С. Попов, анимация М. Серов, 2022)[146].

## Семья

### Предки
| \| \| \| \| \| \| \| \| \| \| \| \| \| \| \| \| \| \| \| \| Иван Калита \| \| \| \| \| \| \| \| \| \| \| \| \| \| \| \| \| \| \| \| \| \| \| \| \| \| \| \| \| \| \| \| \| \| \| \| \| \| \| \| \| \| \| \| \| \| \| \| \| \| \| \| \| \| Иван II Иванович Красный \| \| \| \| \| \| \| \| \| \| \| \| \| \| \| \| \| \| \| \| \| \| \| \| \| \| \| \| \| \| \| \| \| \| \| \| \| \| \| \| \| \| \| \| \| \| \| \| \| \| \| \| \| \| Елена \| \| \| \| \| \| \| \| \| \| \| \| \| \| \| \| \| \| \| \| \| \| \| \| \| \| \| \| \| \| \| \| \| \| \| \| \| \| \| \| \| \| \| \| \| \| \| \| \| \| \| \| \| \| Дмитрий Иванович Донской \| \| \| \| \| \| \| \| \| \| \| \| \| \| \| \| \| \| \| \| \| \| \| \| \| \| \| \| \| \| \| \| \| \| \| \| \| \| \| \| \| \| \| \| \| \| \| \| \| \| \| \| \| \| Александра[147] \| \| \| \| \| \| \| \| \| \| \| \| \| \| \| \| \| \| \| \| \| \| \| \| \| \| \| \| \| \| \| \| \| \| \| \| \| \| \| \| \| \| \| \| \| \| \| \| \| \| \| \| \| \| Юрий Дмитриевич \| \| \| \| \| \| \| \| \| \| \| \| \| \| \| \| \| \| \| \| \| \| \| \| \| \| \| \| \| \| \| \| \| \| \| \| \| \| \| \| \| \| \| \| \| \| \| \| \| \| \| \| \| \| Константин Васильевич Суздальский \| \| \| \| \| \| \| \| \| \| \| \| \| \| \| \| \| \| \| \| \| \| \| \| \| \| \| \| \| \| \| \| \| \| \| \| \| \| \| \| \| \| \| \| \| \| \| \| \| \| \| \| \| \| Дмитрий Константинович Суздальский \| \| \| \| \| \| \| \| \| \| \| \| \| \| \| \| \| \| \| \| \| \| \| \| \| \| \| \| \| \| \| \| \| \| \| \| \| \| \| \| \| \| \| \| \| \| \| \| \| \| \| \| \| \| Елена[148] \| \| \| \| \| \| \| \| \| \| \| \| \| \| \| \| \| \| \| \| \| \| \| \| \| \| \| \| \| \| \| \| \| \| \| \| \| \| \| \| \| \| \| \| \| \| \| \| \| \| \| \| \| \| Евдокия Дмитриевна \| \| \| \| \| \| \| \| \| \| \| \| \| \| \| \| \| \| \| \| \| \| \| \| \| \| \| \| \| \| \| \| \| \| \| \| \| \| \| \| \| \| \| \| \| \| \| \| \| \| \| \| \| \| Анна[149] \| \| \| \| \| \| \| \| \| \| \| \| \| \| \| \| \| \| \| \| \| \| \| \| \| \| \| \| \| \| \| \| \| \| \| \| \| \| \| \| \| \| \| \| \| \| \| \| \| \| \| \| \| \| Дмитрий Юрьевич Шемяка \| \| \| \| \| \| \| \| \| \| \| \| \| \| \| \| \| \| \| \| \| \| \| \| \| \| \| \| \| \| \| \| \| \| \| \| \| \| \| \| \| \| \| \| \| \| \| \| \| \| \| \| \| \| Иван Александрович Смоленский[150] \| \| \| \| \| \| \| \| \| \| \| \| \| \| \| \| \| \| \| \| \| \| \| \| \| \| \| \| \| \| \| \| \| \| \| \| \| \| \| \| \| \| \| \| \| \| \| \| \| \| \| \| \| \| Святослав Иванович Смоленский[151] \| \| \| \| \| \| \| \| \| \| \| \| \| \| \| \| \| \| \| \| \| \| \| \| \| \| \| \| \| \| \| \| \| \| \| \| \| \| \| \| \| \| \| \| \| \| \| \| \| \| \| \| \| \| Юрий Святославич Смоленский \| \| \| \| \| \| \| \| \| \| \| \| \| \| \| \| \| \| \| \| \| \| \| \| \| \| \| \| \| \| \| \| \| \| \| \| \| \| \| \| \| \| \| \| \| \| \| \| \| \| \| \| \| \| Анастасия Юрьевна \| \| \| \| \| \| \| \| \| \| \| \| \| \| \| \| \| \| \| \| \| \| \| \| \| \| \| \| \| \| \| \| \| \| \| \| \| \| \| \| \| \| \| \| \| \| \| \| \| \| \| \| \| \| Иван Александрович Рязанский[152] \| \| \| \| \| \| \| \| \| \| \| \| \| \| \| \| \| \| \| \| \| \| \| \| \| \| \| \| \| \| \| \| \| \| \| \| \| \| \| \| \| \| \| \| \| \| \| \| \| \| \| \| \| \| Олег Иванович \| \| \| \| \| \| \| \| \| \| \| \| \| \| \| \| \| \| \| \| \| \| \| \| \| \| \| \| \| \| \| \| \| \| \| \| \| \| \| \| \| \| \| \| \| \| \| \| \| \| \| \| \| \| Дочь Олега Ивановича Рязанского[153] \| \| \| \| \| \| \| \| \| \| \| \| \| \| \| \| \| \| \| \| \| \| \| \| \| \| \| \| \| \| \| \| \| \| \| \| \| \| \| \| \| \| \| \| \| \| \| \| \| \| \| \| \| \| Ефросинья[154] \| \| \| \| \| \| \| \| \| \| \| \| \| \| \| \| \| \| \| \| \| \| \| \| \| \| \| \| \| \| \| \| \| \| \| \| \| \| \| \| \| \| \| \| \| \| \| \| \| \| \| \| |                                    |  |  |  |  |  |  |  |  |  |  |  |  |  |  |  |
| |                                    |  |  |  |  |  |  |  |  |  |  |  |  |  |  |  |
| | Иван Калита                        |  |  |  |  |  |  |  |  |  |  |  |  |  |  |  |
| |                                    |  |  |  |  |  |  |  |  |  |  |  |  |  |  |  |
| |                                    |  |  |  |  |  |  |  |  |  |  |  |  |  |  |  |
| | Иван II Иванович Красный           |  |  |  |  |  |  |  |  |  |  |  |  |  |  |  |
| |                                    |  |  |  |  |  |  |  |  |  |  |  |  |  |  |  |
| |                                    |  |  |  |  |  |  |  |  |  |  |  |  |  |  |  |
| | Елена                              |  |  |  |  |  |  |  |  |  |  |  |  |  |  |  |
| |                                    |  |  |  |  |  |  |  |  |  |  |  |  |  |  |  |
| |                                    |  |  |  |  |  |  |  |  |  |  |  |  |  |  |  |
| | Дмитрий Иванович Донской           |  |  |  |  |  |  |  |  |  |  |  |  |  |  |  |
| |                                    |  |  |  |  |  |  |  |  |  |  |  |  |  |  |  |
| |                                    |  |  |  |  |  |  |  |  |  |  |  |  |  |  |  |
| | Александра                         |  |  |  |  |  |  |  |  |  |  |  |  |  |  |  |
| |                                    |  |  |  |  |  |  |  |  |  |  |  |  |  |  |  |
| |                                    |  |  |  |  |  |  |  |  |  |  |  |  |  |  |  |
| | Юрий Дмитриевич                    |  |  |  |  |  |  |  |  |  |  |  |  |  |  |  |
| |                                    |  |  |  |  |  |  |  |  |  |  |  |  |  |  |  |
| |                                    |  |  |  |  |  |  |  |  |  |  |  |  |  |  |  |
| | Константин Васильевич Суздальский  |  |  |  |  |  |  |  |  |  |  |  |  |  |  |  |
| |                                    |  |  |  |  |  |  |  |  |  |  |  |  |  |  |  |
| |                                    |  |  |  |  |  |  |  |  |  |  |  |  |  |  |  |
| | Дмитрий Константинович Суздальский |  |  |  |  |  |  |  |  |  |  |  |  |  |  |  |
| |                                    |  |  |  |  |  |  |  |  |  |  |  |  |  |  |  |
| |                                    |  |  |  |  |  |  |  |  |  |  |  |  |  |  |  |
| | Елена                              |  |  |  |  |  |  |  |  |  |  |  |  |  |  |  |
| |                                    |  |  |  |  |  |  |  |  |  |  |  |  |  |  |  |
| |                                    |  |  |  |  |  |  |  |  |  |  |  |  |  |  |  |
| | Евдокия Дмитриевна                 |  |  |  |  |  |  |  |  |  |  |  |  |  |  |  |
| |                                    |  |  |  |  |  |  |  |  |  |  |  |  |  |  |  |
| |                                    |  |  |  |  |  |  |  |  |  |  |  |  |  |  |  |
| | Анна                               |  |  |  |  |  |  |  |  |  |  |  |  |  |  |  |
| |                                    |  |  |  |  |  |  |  |  |  |  |  |  |  |  |  |
| |                                    |  |  |  |  |  |  |  |  |  |  |  |  |  |  |  |
| | Дмитрий Юрьевич Шемяка             |  |  |  |  |  |  |  |  |  |  |  |  |  |  |  |
| |                                    |  |  |  |  |  |  |  |  |  |  |  |  |  |  |  |
| |                                    |  |  |  |  |  |  |  |  |  |  |  |  |  |  |  |
| | Иван Александрович Смоленский      |  |  |  |  |  |  |  |  |  |  |  |  |  |  |  |
| |                                    |  |  |  |  |  |  |  |  |  |  |  |  |  |  |  |
| |                                    |  |  |  |  |  |  |  |  |  |  |  |  |  |  |  |
| | Святослав Иванович Смоленский      |  |  |  |  |  |  |  |  |  |  |  |  |  |  |  |
| |                                    |  |  |  |  |  |  |  |  |  |  |  |  |  |  |  |
| |                                    |  |  |  |  |  |  |  |  |  |  |  |  |  |  |  |
| | Юрий Святославич Смоленский        |  |  |  |  |  |  |  |  |  |  |  |  |  |  |  |
| |                                    |  |  |  |  |  |  |  |  |  |  |  |  |  |  |  |
| |                                    |  |  |  |  |  |  |  |  |  |  |  |  |  |  |  |
| | Анастасия Юрьевна                  |  |  |  |  |  |  |  |  |  |  |  |  |  |  |  |
| |                                    |  |  |  |  |  |  |  |  |  |  |  |  |  |  |  |
| |                                    |  |  |  |  |  |  |  |  |  |  |  |  |  |  |  |
| | Иван Александрович Рязанский       |  |  |  |  |  |  |  |  |  |  |  |  |  |  |  |
| |                                    |  |  |  |  |  |  |  |  |  |  |  |  |  |  |  |
| |                                    |  |  |  |  |  |  |  |  |  |  |  |  |  |  |  |
| | Олег Иванович                      |  |  |  |  |  |  |  |  |  |  |  |  |  |  |  |
| |                                    |  |  |  |  |  |  |  |  |  |  |  |  |  |  |  |
| |                                    |  |  |  |  |  |  |  |  |  |  |  |  |  |  |  |
| | Дочь Олега Ивановича Рязанского    |  |  |  |  |  |  |  |  |  |  |  |  |  |  |  |
| |                                    |  |  |  |  |  |  |  |  |  |  |  |  |  |  |  |
| |                                    |  |  |  |  |  |  |  |  |  |  |  |  |  |  |  |
| | Ефросинья                          |  |  |  |  |  |  |  |  |  |  |  |  |  |  |  |
| |                                    |  |  |  |  |  |  |  |  |  |  |  |  |  |  |  |
| |                                    |  |  |  |  |  |  |  |  |  |  |  |  |  |  |  |

### Жена
Софья Дмитриевна, дочь Заозерского князя Дмитрия Васильевича (праправнука святого князя Фёдора Чёрного) и княгини Марии:112—114:271, 272. Родители Софьи Дмитриевны и её брат Андрей (в иночестве — Иоасаф) также прославлены как святые.
Вышла замуж за Дмитрия Юрьевича не ранее 1436 года:74, 236:107:274. Согласно В. Л. Янину и А. Г. Боброву, в 1444 году Софья Дмитриевна была вместе с мужем и сыном в Новгороде, где в воскресенье 23 августа ими был сделан вклад (плащаница) в Юрьев монастырь:522, 523:193, 197—199, 202, 203. Осенью 1449 года с согласия новгородского владыки Евфимия II вместе с сыном въехала в Юрьев монастырь:137.
7 февраля 1456 года, «убояся» Василия Тёмного, бежала из Новгорода в Литву и направилась к сыну в небольшой западнорусский город Обольцы:175:202:275. Вплоть до 1456 года Софья Дмитриевна сохраняет в новгородском летописном рассказе титул великой княгини:202.

### Сын
Иван Дмитриевич, родился, вероятно, в Угличе не ранее 1437 года:274. По В. Л. Янину и А. Г. Боброву, вместе с родителями был в Новгороде в 1444 году:522, 523:198. В 1449 году княжич Иван поселился с матерью в Юрьевом монастыре:137:274. А. Г. Бобров высказывает предположение, что приблизительно во время нахождения Дмитрия Юрьевича в Заволочье Иван Дмитриевич женился на дочери или сестре Степана Бородатого:533.
Спустя год после смерти Дмитрия Юрьевича, «в Великое говение» 1454 года, Иван Дмитриевич покинул Новгород и направился в Псков, где был встречен жителями «с великою честию»:161:274. Возможно, псковичи целовали крест Ивану Дмитриевичу, как великому князю:275. Вероятно, к началу 1456 года у Ивана Дмитриевича уже были дети:533. Из Пскова Иван Дмитриевич отъехал в Литву, где не ранее 1456 года ему было пожаловано Новгород-Северское княжение:274, 276.
В 1463 году Иван Дмитриевич последний раз упоминается в источниках как действующее лицо:277. Согласно обоснованной А. Г. Бобровым гипотезе, в 1463 году Иван Дмитриевич принял иноческий постриг, став впоследствии выдающимся русским книжником Ефросином Белозерским, оставившим обширное и разнообразное наследие:264, 271—273, 287. В частности, Ефросин, вероятно, является создателем архетипного текста и Краткой (а возможно, и Пространной) редакции «Задонщины»; возможно также, Ефросин — автор записи «Слова о полку Игореве», создатель его как литературного произведения:259, 260, 297.
Самая поздняя из известных записей Ефросина относится к 1500 году:264. Как отмечает А. Г. Бобров, русская культура, «пожалуй, только выиграла от того, что князь Иван Дмитриевич стал иноком Ефросином»:285.

### Дочь
Мария Дмитриевна, родилась не ранее 1436 года:107. В 1452 году, во время пребывания Дмитрия Юрьевича в Заволочье, княжна Мария вышла в Великом Новгороде замуж за князя Александра Чарторыйского:150:107. Внезапно скончалась и была погребена 13 февраля 1456 года в Георгиевском соборе Юрьева монастыря — очевидно, в гробнице своего отца:107—109:275, 276.
В 1616 году останки Марии Дмитриевны были обнаружены при вскрытии гробницы Дмитрия Шемяки («а лежали в Юрьеве во едином гробе»), митрополит новгородский Исидор перенёс их вместе с останками Дмитрия Юрьевича в Софийский собор:103, 105, 107—109.

## Оценки Дмитрия Юрьевича в трудах историков
Н. М. Карамзин полагал, что Дмитрий Юрьевич был «нрава жестокого»:262. По словам Карамзина, после возвращения Василия II из плена «добрые подданные веселились, как в день светлого праздника, и спешили издалека видеть Государя»:314, а после перехода власти в Москве к Дмитрию Юрьевичу «ужас господствовал в Великом Княжении»:319; «Москвитяне» «усердно молили Небо избавить их от Властителя недостойного»:321, 322. По мнению Николая Карамзина, Дмитрий Юрьевич, находясь последние годы в Великом Новгороде, «в непримиримой злобе своей искал новых способов мести: смерть его казалась нужною для государственной безопасности»:344. Упоминая об отравлении Дмитрия Шемяки, Н. М. Карамзин писал, что «виновник дела, столь противного Вере и законам нравственности, остался неизвестным»:344, Прим.: с. 228. С. М. Соловьёв считал, что «доведённые до отчаяния, озлобленные неудачею, Юрьевичи повинуются одному инстинкту самосохранения и не разбирают средств для достижения цели»:66. Соловьёв, следуя за Карамзиным:93, утверждал, что Дмитрий Юрьевич «должен был уступать требованиям своей дружины и своих московских приверженцев; граждане, к нему не расположенные или по крайней мере равнодушные, не могли найти против них защиты на суде Шемякине, и этот суд пословицею перешёл в потомство с значением суда несправедливого»:85. Н. С. Борисов считает, что «отстаивая свою „правду“, Юрий Звенигородский и его сыновья втянули Северо-Восточную Русь в длительную усобицу, последствия которой оказались ужасными»:134, при этом, по мнению Борисова, Юрий Дмитриевич и его сыновья были «мятежниками»:34, 35, 95, 123, 124. По словам Борисова, «мятежный Галичанин был далеко не рыцарь без страха и упрёка», список «Шемякиных злодеяний мог бы быть очень длинным», и, «если верить в геенну огненную», то он и Василий Тёмный «имели шанс ещё раз встретиться там»:133, 134.
Н. А. Полевой, отмечая предвзятое отношение Н. М. Карамзина к Дмитрию Юрьевичу:318, 325, 340, 368, 377, 388, 393, 394, указывал на неоднократные «прибавки» (утверждения, не основанные на источниках) Карамзина, в частности о «народной любви» к Василию II:310, 311, 313, 361, об «ужасе» великого княжения Дмитрия Юрьевича:372. По словам историка, Дмитрий Юрьевич, признавая Василия II «Великим Князем и призывая в Москву»:319 после кончины Юрия Дмитриевича, «показал великодушие необыкновенное»:317, «которому немного найдём примеров в Истории»:318. Полевой отмечал, что «Шемяка не мстил» за «тяжкое оскорбление» — лишение свободы и заключение в Коломне в 1436 году:325, 327. Дмитрий Юрьевич, по мнению Николая Полевого, «хотел добра, мирился искренно», из дел Дмитрия Шемяки можно узнать «характер сего Князя, храброго, доброго, пылкого, готового на зло только в минуту гнева, но всегда способного загладить потом своё преступление раскаянием, охотно прощавшего обиду и доверчивого до легкомысленности»:320. А. А. Зимин, являясь автором первого в отечественной литературе опубликованного исследования Династической войны на Руси XV века:212, отмечал, что Дмитрий Шемяка «обладал качествами незаурядного правителя», продолжая «дело Дмитрия Донского и своего отца, Дмитрий Юрьевич сделал всё, что было в его силах, чтобы объединить русские земли и нанести решительный удар ордынским царям»:158. По мнению Зимина, Дмитрий Юрьевич «был самым блистательным сыном той мрачной эпохи»:202. К. П. Ковалёв-Случевский считает, что Дмитрий Юрьевич «был не только убит (отравлен), но и „осуждён“ в сознании людей (с помощью официальной пропаганды того времени) на то, чтобы нести бремя „злодея“», поскольку «проиграл в борьбе за Московскую власть, имея на неё все права»:366.

### Публикации источников
- ААЭ. — СПб., 1836. — Т. I.
- Вычегодско-Вымская (Мисаило-Евтихеевская) летопись // Историко-филологический сборник Коми филиала АН СССР. — Сыктывкар, 1958. — Вып. 4. — С. 257—271. Архивировано 12 мая 2011 года.
- Духовные и договорные грамоты великих и удельных князей XIV—XVI вв / Подготовил к печати Л. В. Черепнин. — М.; Л.: Издательство Академии наук СССР, 1950. — 586 с.
- Житие преподобного Михаила Клопского // Изборник (Сборник произведений литературы Древней Руси). — М.: Художественная литература, 1969. — С. 414—431, 752—754. Архивировано 6 сентября 2019 года.
- Инока Фомы Слово похвальное // Библиотека литературы Древней Руси / РАН. ИРЛИ; Под ред. Д. С. Лихачёва, Л. А. Дмитриева, А. А. Алексеева, Н. В. Понырко. — СПб.: Наука, 1999. — Т. 7: Вторая половина XV века. — 581 с. — ISBN 5-02-028361-4. Архивировано 25 мая 2011 года.
- Повесть об ослеплении Василия II // Библиотека литературы Древней Руси / РАН. ИРЛИ; Под ред. Д. С. Лихачёва, Л. А. Дмитриева, А. А. Алексеева, Н. В. Понырко. — СПб.: Наука, 1999. — Т. 6: XIV — середина XV века. — 583 с. — ISBN 5-02-028354-1. Архивировано 25 мая 2011 года.
- ПСРЛ. Т. IV. Ч. 1. Новгородская IV летопись. Вып. 2.. — Л., 1925.
- ПСРЛ. Т. XV. Летописный сборник, именуемый Тверскою летописью. — СПб., 1863.
- ПСРЛ. Т. XVI. Летописный сборник, именуемый летописью Авраамки. — СПб., 1889.
- ПСРЛ. Т. XX (Первая половина). Львовская летопись. Ч. 1. — СПб., 1910.
- ПСРЛ. Т. XXIII. Ермолинская летопись. — СПб., 1910.
- ПСРЛ. Т. XXVI. Вологодско-Пермская летопись. — М.; Л., 1959.
- ПСРЛ. Т. XXXVII. Устюжские и Вологодские летописи XVI — XVII вв. — Л., 1982.
- ПСРЛ. Т. XLIII. Новгородская летопись по списку П. П. Дубровского. — М.: Языки славянской культуры, 2004.
- Послания Иосифа Волоцкого / Подготовка текста А. А. Зимина и Я. С. Лурье. — М.; Л.: Издательство Академии наук СССР, 1959. — 468 с.
- РИБ. — СПб., 1880. — Т. 6.
- Севернорусский летописный свод 1472 года // Библиотека литературы Древней Руси / РАН. ИРЛИ; Под ред. Д. С. Лихачёва, Л. А. Дмитриева, А. А. Алексеева, Н. В. Понырко. — СПб.: Наука, 1999. — Т. 7: Вторая половина XV века. — 581 с. — ISBN 5-02-028361-4. Архивировано 25 мая 2011 года.
- Третье послание Курбского Ивану Грозному // Библиотека литературы Древней Руси / РАН. ИРЛИ; Под ред. Д. С. Лихачёва, Л. А. Дмитриева, А. А. Алексеева, Н. В. Понырко. — СПб.: Наука, 2001. — Т. 11: XVI век. — 683 с. — ISBN 5-02-028407-6. Архивировано 25 мая 2011 года.